# 2007 en els vols espacials
Aquest article és una llista d'esdeveniments de vols espacials relacionats que es van produir el 2007. En aquest any es van realitzar diversos esdeveniments importants dels quals s'inclou una prova d'ASAT xinesa, els llançaments de les missions americanes Phoenix i Dawn per estudiar Mart i el cinturó d'asteroides respectivament, l'orbitador lunar japonès Kaguya, i la primera sonda lunar, el Chang'e 1.
La definició acceptada internacionalment d'un vol espacial, no és més que qualsevol vol que travessa la línia de Kármán, 100 quilòmetres sobre el nivell del mar. El primer llançament de vol espacial registrat de l'any va tenir lloc el 10 de gener, quan un PSLV, va ser llançat des del Satish Dhawan Space Centre, situant quatre naus espacials en òrbita terrestre baixa. Una d'aquestes naus va ser el SRE-1, que va tornar a la Terra dotze dies després, com a primer intent de recuperar un satèl·lit després de la reentrada per part de l'Índia.
En aquest any, diversos coets transportadors van realitzar els seus vols inaugurals; el PSLV-CA, Llarga Marxa 3B/E, Shavit-2, Zenit-2M i el Proton-M Enhanced. Aquests es deriven de versions modernitzades i actualitzades de tots els sistemes existents. El míssil RS-24 va conduir el primer llançament, i l'Atlas V va realitzar el primer vol en configuració 421. Els primers satèl·lits colombians i mauricians, Libertad 1 i Rascom-QAF 1 respectivament, van ser llançats el 2007, encara que una fuga d'heli va reduir la vida operacional del Rascom per tretze anys.

## Exploració espacial

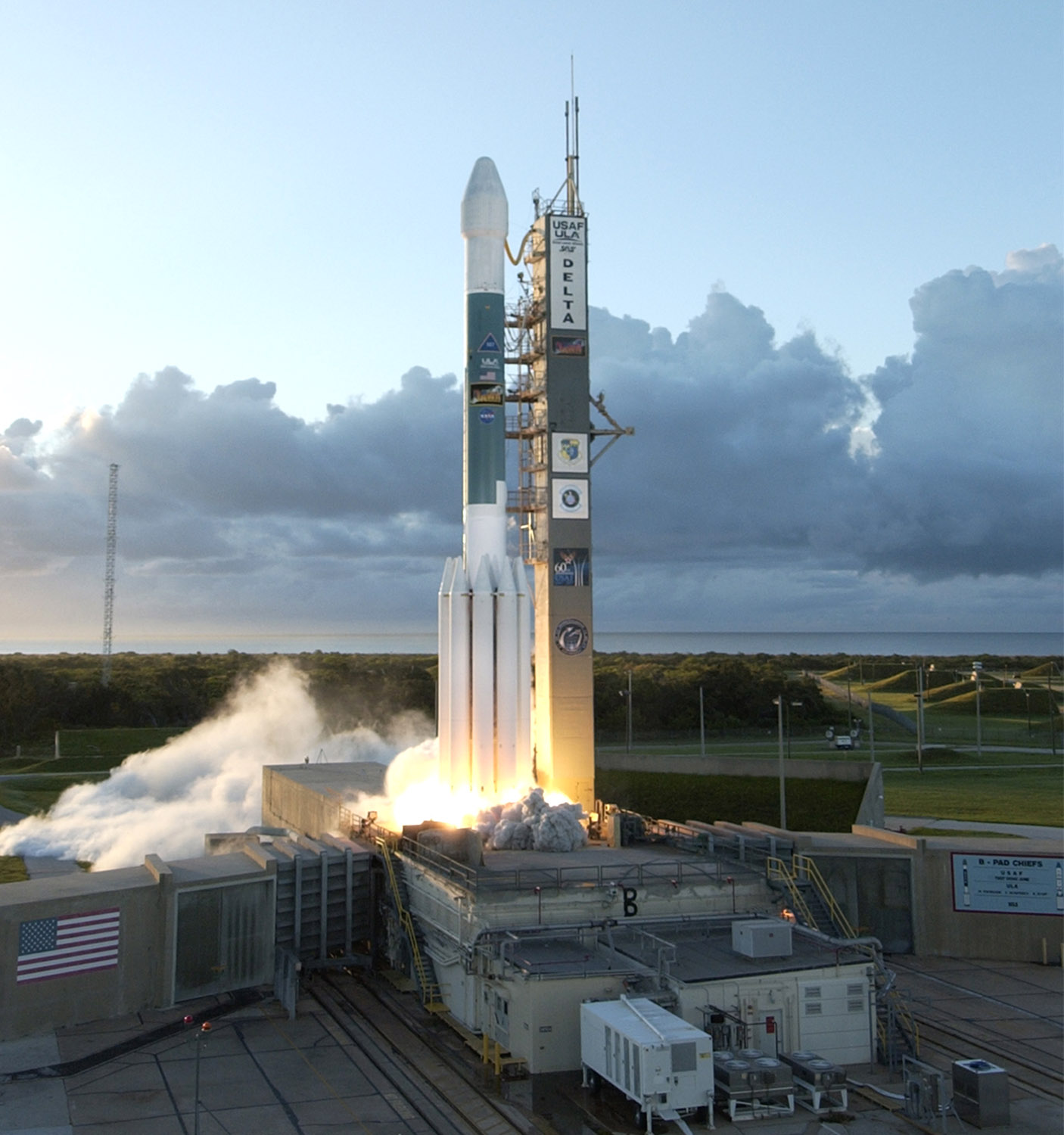
El llançament d'un Delta II Heavy amb la sonda Dawn.

Es van llançar diverses sondes per explorar la Lluna. L'orbitador japonès Kaguya, juntament amb els petits Okina i Ouna, van ser llançats el 14 de setembre. El vehicle espacial va entrar en òrbita selenocèntrica el 3 d'octubre. La Xina va llançar la seva primera sonda lunar, el Chang'e 1, el 24 d'octubre, entrant en òrbita selenocèntrica el 5 de novembre. El 2007, es van llançar dos satèl·lits en òrbites terrestres altament el·líptiques com a part de la missió THEMIS que també es van enviar a la Lluna. Van realitzar sobrevols lunars a principis del 2011.
A l'agost, la sonda Phoenix de la NASA va ser llançada cap a Mart, seguit de la missió Dawn cap al cinturó d'asteroides al setembre. La Cassini va continuar fent sobrevols a les llunes de Saturn, sobretot centrant-se en Tità. En novembre, Rosetta va sobrevolar la Terra, on es va confondre amb un asteroide, i se'n va donar la designació provisional de 2007 VN84.

## Vol espacial tripulat
En aquest any hi va haver cinc vols espacials tripulats, dos per Rússia i tres pels Estats Units. Rússia va realitzar dos missions Soiuz a l'Estació Espacial Internacional per l'intercanvi de tripulació. El Soiuz TMA-10, llançat el 7 d'abril, va transportar la tripulació de l'Expedition 15 a l'estació. En aquest vol també va viatjar el turista espacial Charles Simonyi que va tornar a bord del Soiuz TMA-9, dies després. Quan el TMA-10 va tornar a la Terra a l'octubre, es va realitzar la segona reentrada balística consecutiva dels Soiuz, a causa de problemes amb els cargols de separació. El Soiuz TMA-11, llançat el 10 d'octubre, va transportar la tripulació de l'Expedition 16, juntament amb el primer malaisi a l'espai, Sheikh Muszaphar Shukor, que va ser seleccionat per al vol en el programa Angkasawan. Va tornar a bord del Soiuz TMA-10. Quan el TMA-11 va aterrar el 2008, també va fer un descens balístic.

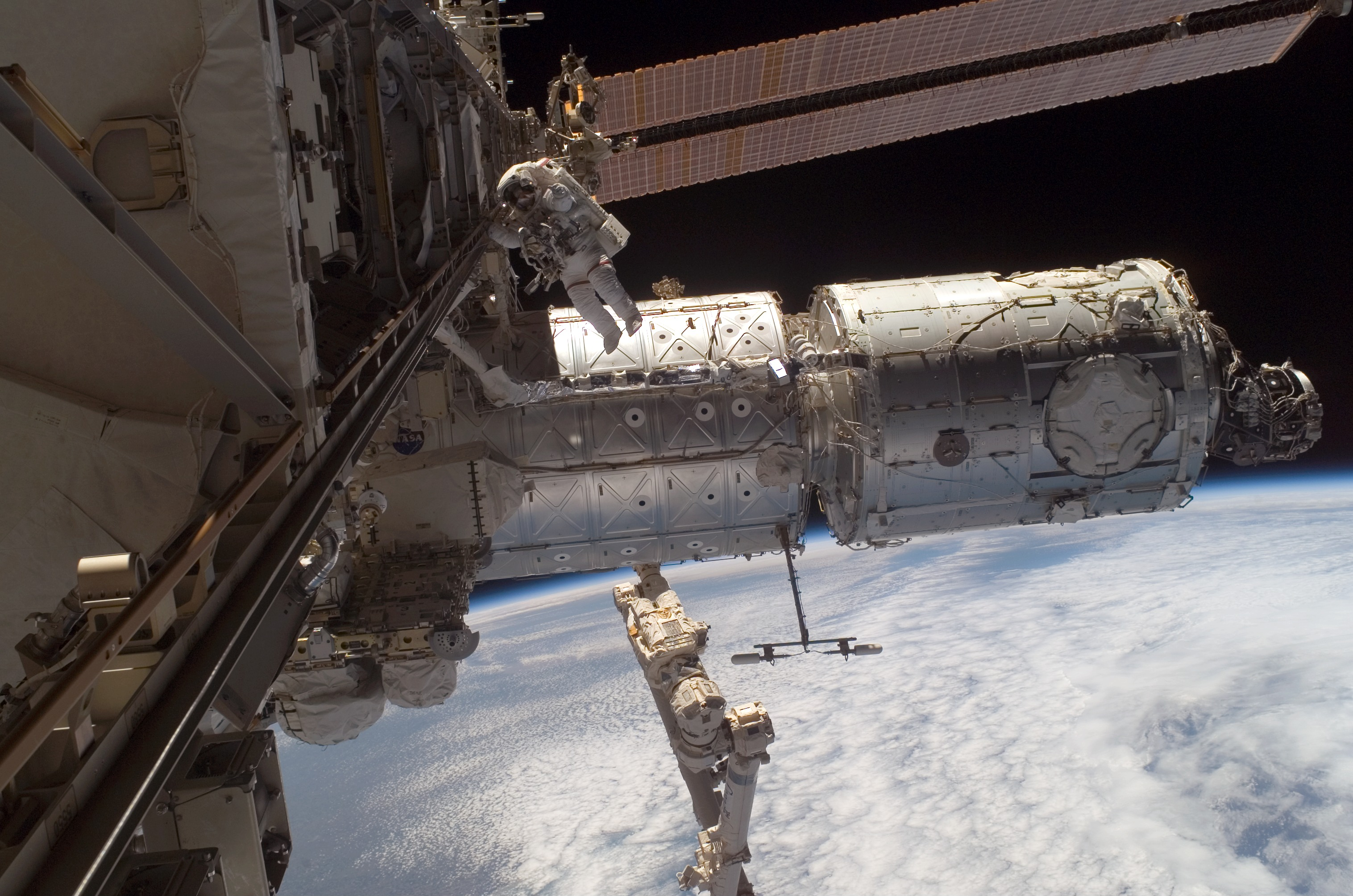
El recent instal·lat node Harmony de l'ISS

També es van veure tot un seguit d'activitats continuades en l'Estació Espacial Internacional, pels vols del transbordador espacial americà. En el 8 de juny, el transbordador espacial Atlantis va realitzar el primer llançament del transbordador de l'any, amb el STS-117, amb set astronautes, i el segment S3/4 de l'ISS. Va ser el primer transbordador a enlairar-se des del Complex 39A al Kennedy Space Center des del STS-107 el 2003. El llançament havia estat retardat des del febrer a causa de danys de la calamarsa al tanc extern, que va requierir reparar-lo en el Vehicle Assembly Building. A l'agost, el transbordador espacial Endeavour va ser llançat en la seva primera missió des del 2002, el STS-118. Es transportava el segment del S5, i va marcar el vol final del mòdul Spacehab, que es va utilitzar per portar els subministraments. La primera astronauta educadora de la NASA, Barbara Morgan, va volar a bord del STS-118. Morgan havia estat prèviament una substituta de Christa McAuliffe, que va morir en l'accident del Challenger en el 1986. El STS-120, es va llançar el 23 d'octubre usant el transbordador espacial Discovery, que transportava el node Harmony, el primer component pressuritzat de l'Estació espacial internacional a ser llançat des del Pirs al setembre del 2001. Es van realitzar diversos intents de llançament del Atlantis en desembre durant el STS-122 però van ser retardats fins al 2008, ja que els sensors ECO van fallar en el tanc extern.

## Errors de llançament
El 2007 hi va haver tres llançaments orbitals, que van implicar un Zenit, un Falcon 1 i un Proton que va fracassar, i dos més, un Atlas V i un GSLV, van resultar en errors parcials. El 30 de gener, un Zenit-3SL de Sea Launch va explotar en la plataforma de llançament Ocean Odyssey, segons després de la ignició. L'error va destruir el satèl·lit NSS-8, i va causar danys considerables a la plataforma Odyssey. Més tard es va determinar que l'error havia estat causada per les deixalles en la turbobomba. Com a resultat del temps d'inactivitat per dur a terme les reparacions, i les males condicions del mar a final d'any, Sea Launch no va dur a terme cap altre llançament fins al 2008.
El 21 de març, SpaceX va llançar el segon Falcon 1. A causa de l'error del vol inaugural, el llançament es va fer com un vol de demostració, sense una càrrega funcional. El llançament no va poder arribar a l'òrbita a causa d'una cadena d'esdeveniments, començant amb un error en l'establiment de la relació de mescla de combustible, el que va resultar un baix rendiment en la primera etapa, i el coet estava massa baix en el moment de la separació de la primera etapa. Les condicions atmosfèriques en aquella altitud van causar un recontacte entre etapes, creant una pèrdua de combustible de la segona etapa. Això va donar com a resultat una separació prematura de la segona etapa, i el coet no va poder arribar a l'òrbita. Aquest va ser l'últim llançament del Falcon 1 amb el motor Merlin-1A amb refrigeració ablativa, que es va reemplaçar amb la refrigeració regenerativa del Merlin-1C per a vols subsegüents, a partir de l'agost del 2008. Com que es van completar les proves de diversos objectius, SpaceX va afirmar que el llançament va ser un èxit total, i va declarar que el Falcon 1 era operacional.
Va finalitzar la família Atlas amb una ratxa consecutiva de vuitanta llançaments amb èxit en catorze anys, després d'un error parcial de l'Atlas V llançat el 15 de juny. Una vàlvula defectuosa va provocar una fuita de combustible al tram superior Centaur, resultant en una separació prematura al final de la seva segona ignició. Això va resultar que el satèl·lit USA-194 fou lliurat en una òrbita més baixa del previst. La nau espacial van ser capaç de corregir l'òrbita utilitzant els seus motors de maniobra.
El cinquè GSLV va ser llançat el 2 de setembre, amb el satèl·lit INSAT-4CR. Aquest va ser el primer llançament de GSLV des de l'error del del juliol del 2006. El coet va realitzar un rendiment inferior, i va col·locar el satèl·lit en una òrbita amb un menor apogeu i una inclinació més gran del previst. Això suposava que la nau espacial havia d'utilitzar el combustible reservat per l'ús estacionari per elevar-se a l'òrbita correcta, a costa de la seva vida operacional.
El 5 de setembre, un Proton-M amb el tram superior del Briz-M, va fallar en situar el JCSAT-11 a l'òrbita, després de la segona etapa del coet transportador es va fracassar en separar-se del primer. Més tard, es va informar que hi havia un malfuncionament en el cablejat.

## Resum de llançaments

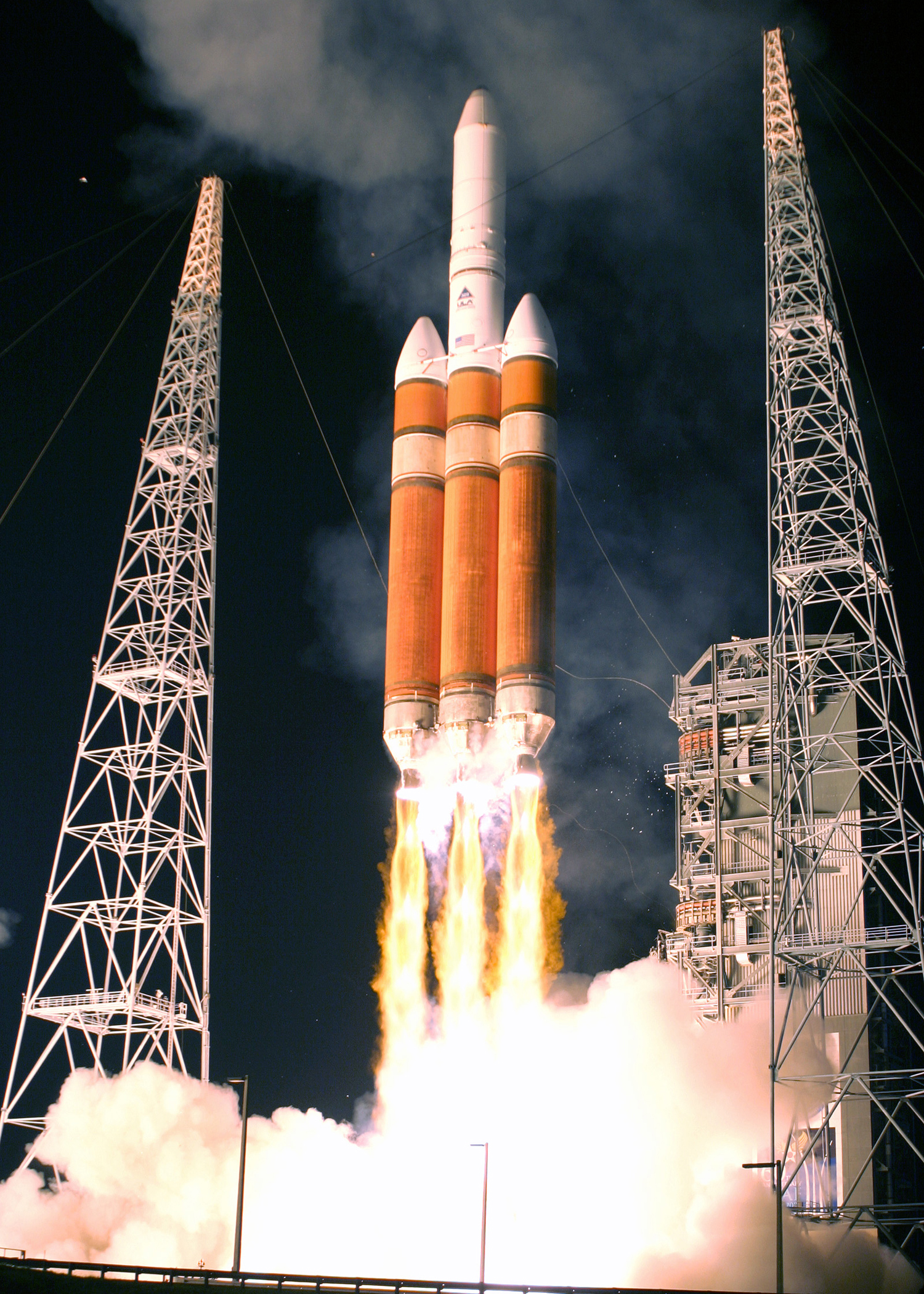
El llançament d'un Delta IV Heavy amb el satèl·lit final DSP.

En total, en aquest any es van realitzar seixanta-vuit llançaments orbitals, amb seixanta-cinc assolint l'òrbita, i tres fracassos rotunds. Aquest va ser un increment de dos intents de llançaments orbitals respecte al 2006, amb un de més assolint l'òrbita. L'últim llançament de l'any va ser en el 25 de desembre, amb un Proton-M amb tres satèl·lits de navegació GLONASS per al govern rus.
En el 2007 es van veure un gran nombre de llançaments de coets sonda i míssils. L'11 de gener, l'Exèrcit Popular d'Alliberament xinès va utilitzar un Dong-Feng 21 derivat a una arma anti-satèl·lit per destruir el Feng Yun 1C, un satèl·lit climàtic inactiu. Rússia també va començar les proves amb el míssil RS-24 Iars.
En aquest any la Xina va conduir deu llançaments orbitals, utilitzant la família de coets Llarga Marxa, mentre que Europa en va realitzar cinc utilitzant l'Ariane 5. L'Índia va realitzar tres intents de llançaments orbitals, utilitzant coets PSLV-C, PSLV-CA i GSLV, però el llançament del GSLV va resultar en error parcial. Israel va conduir un sol llançament amb èxit utilitzant el primer coet Shavit-2. El Japó va llançar amb èxit dos coets H-IIA. Rússia i l'antiga Unió Soviètica va conduir vint-i-sis llançaments, incloen-t'hi un error, però sense incloure el programa internacional de Sea Launch, l'únic intent de llançament fracassat. Els Estats Units van realitzar dinou llançaments, tot i que s'havien anunciat originalment en els seus plans de llançar molts més, però els problemes tècnics amb l'Atlas V, el Delta IV i el Falcon 1, havien causat una sèrie de retards. Dos dels sis llançaments planificats del transbordador espacial van ser retardats fins al 2008, el STS-123 a causa dels retards en cadena de la missió STS-117, i STS-122 a causa de problemes amb els sensors del motor.

## Llançaments
| Data i hora (UTC)       | Coet | Coet                                                   | Plataforma de llançament                                            | Plataforma de llançament                             | LSP                                                    | LSP                                                               |
| ----------------------- | --- | ------------------------------------------------------ | ------------------------------------------------------------------- | ---------------------------------------------------- | ------------------------------------------------------ | ----------------------------------------------------------------- |
| Data i hora (UTC)       | Càrrega útil | Operador                                               | Òrbita                                                              | Funció                                               | Deteriorament (UTC)                                    | Resultat                                                          |
| Data i hora (UTC)       | Comentaris |                                                        |                                                                     |                                                      |                                                        |                                                                   |
| Gener                   | |                                                        |                                                                     |                                                      |                                                        |                                                                   |
| 10 de gener 03:53       | Índia - PSLV-C | Índia - PSLV-C                                         | Índia - Satish Dhawan FLP                                           | Índia - Satish Dhawan FLP                            | Índia - ISRO                                           | Índia - ISRO                                                      |
| 10 de gener 03:53       | Índia - Cartosat-2 | ISRO                                                   | Heliosíncrona                                                       | Imatgeria                                            | En òrbita                                              | En curs                                                           |
| 10 de gener 03:53       | Índia - SRE-1 | ISRO                                                   | Òrbita baixa (polar)                                                | Tecnologia                                           | 22 de gener 04:16                                      | Reeixit                                                           |
| 10 de gener 03:53       | Indonèsia Alemanya - Lapan-TUBsat | LAPAN/TU Berlin                                        | Òrbita baixa (polar)                                                | Imatgeria                                            | En òrbita                                              | En curs                                                           |
| 10 de gener 03:53       | Argentina - Pehuensat-1 | AATE                                                   | Òrbita baixa (polar)                                                | Tecnologia                                           | En òrbita                                              | En curs                                                           |
| 10 de gener 03:53       | SRE va ser la primera nau espacial índia a ser recuperada després d'un reentrada, el Pehuensat va romandre intencionadament enganxat a l'adaptardor de càrrega |                                                        |                                                                     |                                                      |                                                        |                                                                   |
| 11 de gener 22:28       | Xina - DF-21 | Xina - DF-21                                           | Xina - Xichang                                                      | Xina - Xichang                                       | Xina - PLA                                             | Xina - PLA                                                        |
| 11 de gener 22:28       | Xina - ASAT | PLA                                                    | Suborbital                                                          | Prova d'ASAT                                         | 11 de gener                                            | Reeixit                                                           |
| 11 de gener 22:28       | Va destruir el satèl·lit Feng Yun 1C |                                                        |                                                                     |                                                      |                                                        |                                                                   |
| 16 de gener 02:20       | Japó - S-310 | Japó - S-310                                           | Japó - Uchinoura                                                    | Japó - Uchinoura                                     | Japó - JAXA                                            | Japó - JAXA                                                       |
| 16 de gener 02:20       | | JAXA                                                   | Suborbital                                                          | Ionosfèric                                           | 16 de gener                                            | Reeixit                                                           |
| 18 de gener 02:12       | Rússia - Soiuz-U | Rússia - Soiuz-U                                       | Kazakhstan - Baikonur Site 1/5                                      | Kazakhstan - Baikonur Site 1/5                       | Japó - Roskosmos                                       | Japó - Roskosmos                                                  |
| 18 de gener 02:12       | Rússia - Progress M-59 | Roskosmos                                              | Òrbita baixa (ISS)                                                  | Logística                                            | 1 d'agost 19:26                                        | Reeixit                                                           |
| 18 de gener 02:12       | Vol de la ISS 24P |                                                        |                                                                     |                                                      |                                                        |                                                                   |
| 19 de gener 12:29       | Canadà - Black Brant VB | Canadà - Black Brant VB                                | Estats Units - Poker Flat                                           | Estats Units - Poker Flat                            | Estats Units - NASA                                    | Estats Units - NASA                                               |
| 19 de gener 12:29       | Estats Units - JOULE II | Clemson                                                | Suborbital                                                          | Auroral                                              | 19 de gener                                            | Reeixit                                                           |
| 19 de gener 12:30       | Canadà - Black Brant IX | Canadà - Black Brant IX                                | Estats Units - Poker Flat                                           | Estats Units - Poker Flat                            | Estats Units - NASA                                    | Estats Units - NASA                                               |
| 19 de gener 12:30       | Estats Units - JOULE II | Clemson                                                | Suborbital                                                          | Aurores                                              | 19 de gener                                            | Reeixit                                                           |
| 19 de gener 12:44       | Estats Units - Terrier-Orion | Estats Units - Terrier-Orion                           | Estats Units - Poker Flat                                           | Estats Units - Poker Flat                            | Estats Units - NASA                                    | Estats Units - NASA                                               |
| 19 de gener 12:44       | Estats Units - JOULE II | Clemson                                                | Suborbital                                                          | Aurores                                              | 19 de gener                                            | Reeixit                                                           |
| 19 de gener 12:45       | Estats Units - Terrier-Orion | Estats Units - Terrier-Orion                           | Estats Units - Poker Flat                                           | Estats Units - Poker Flat                            | Estats Units - NASA                                    | Estats Units - NASA                                               |
| 19 de gener 12:45       | Estats Units - JOULE II | Clemson                                                | Suborbital                                                          | Aurores                                              | 19 de gener                                            | Reeixit                                                           |
| 27 de gener 05:20       | Rússia - R-17 Elbrus | Rússia - R-17 Elbrus                                   | Estats Units - Barking Sands                                        | Estats Units - Barking Sands                         | Estats Units - Exèrcit dels Estats Units d'Amèrica     | Estats Units - Exèrcit dels Estats Units d'Amèrica                |
| 27 de gener 05:20       | Estats Units - FFT-6 FMA | MDA                                                    | Suborbital                                                          | Objectiu                                             | 27 de gener                                            | Reeixit                                                           |
| 27 de gener 05:20       | Interceptat per THAAD |                                                        |                                                                     |                                                      |                                                        |                                                                   |
| 27 de gener             | Estats Units - THAAD | Estats Units - THAAD                                   | Estats Units - Barking Sands                                        | Estats Units - Barking Sands                         | Estats Units - Exèrcit dels Estats Units d'Amèrica     | Estats Units - Exèrcit dels Estats Units d'Amèrica                |
| 27 de gener             | Estats Units - FFT-6 | MDA                                                    | Suborbital                                                          | Prova d'ABM                                          | 27 de gener                                            | Reeixit                                                           |
| 30 de gener 23:22       | Ucraïna - Zenit-3SL | Ucraïna - Zenit-3SL                                    | Noruega - Ocean Odyssey                                             | Noruega - Ocean Odyssey                              | Nacions Unides - Sea Launch                            | Nacions Unides - Sea Launch                                       |
| 30 de gener 23:22       | Països Baixos - NSS-8 | SES New Skies                                          | Destinat: Geosíncrona                                               | Comunicacions                                        | T-0                                                    | Error de llançament                                               |
| 30 de gener 23:22       | El primer tram del motor a causa de brutícia a la turbobomba, el coet va explotar al coet |                                                        |                                                                     |                                                      |                                                        |                                                                   |
| 30 de gener             | Rússia - R-17 Elbrus | Rússia - R-17 Elbrus                                   | Síria - Syria                                                       | Síria - Syria                                        | Síria - Exèrcit sirià                                  | Síria - Exèrcit sirià                                             |
| 30 de gener             | | Exèrcit de síria                                       | Suborbital                                                          | Prova de míssils                                     | 30 de gener                                            | Reeixit                                                           |
| Febrer                  | |                                                        |                                                                     |                                                      |                                                        |                                                                   |
| 2 de febrer 16:28       | Xina - Llarga Marxa 3A | Xina - Llarga Marxa 3A                                 | Xina - Xichang LA-2                                                 | Xina - Xichang LA-2                                  | Xina - CNSA                                            | Xina - CNSA                                                       |
| 2 de febrer 16:28       | Xina - Beidou-1D | CNSA                                                   | Geoestacionària                                                     | Navegació                                            | En òrbita                                              | Error parcial del vehicle Operacional                             |
| 2 de febrer 16:28       | Hi va haver problemes en el desplegament dels panells solars, eventualment corregit des de terra |                                                        |                                                                     |                                                      |                                                        |                                                                   |
| 7 de febrer 08:15       | Estats Units - LGM-30G Minuteman III | Estats Units - LGM-30G Minuteman III                   | Estats Units - Vandenberg LF-10                                     | Estats Units - Vandenberg LF-10                      | Estats Units - Força Aèria dels Estats Units d'Amèrica | Estats Units - Força Aèria dels Estats Units d'Amèrica            |
| 7 de febrer 08:15       | Estats Units - GT-193GM | Força Aèria dels Estats Units d'Amèrica                | Suborbital                                                          | Prova de míssils                                     | 7 de febrer                                            | Reeixit                                                           |
| 7 de febrer 08:15       | Va impactar al Reagan Test Site |                                                        |                                                                     |                                                      |                                                        |                                                                   |
| 12 de febrer 12:45      | Canadà - Black Brant XII | Canadà - Black Brant XII                               | Estats Units - Poker Flat                                           | Estats Units - Poker Flat                            | Estats Units - NASA                                    | Estats Units - NASA                                               |
| 12 de febrer 12:45      | Estats Units - ROPA | Dartmouth                                              | Suborbital                                                          | Aurores                                              | 12 de febrer                                           | Reeixit                                                           |
| 14 de febrer 09:22      | Estats Units - Terrier-Orion | Estats Units - Terrier-Orion                           | Estats Units - Poker Flat                                           | Estats Units - Poker Flat                            | Estats Units - NASA                                    | Estats Units - NASA                                               |
| 14 de febrer 09:22      | Estats Units - HEX 2 | Alaska                                                 | Suborbital                                                          | Termosfèric                                          | 14 de febrer                                           | Reeixit                                                           |
| 14 de febrer 09:27      | Canadà - Black Brant X | Canadà - Black Brant X                                 | Estats Units - Poker Flat                                           | Estats Units - Poker Flat                            | Estats Units - NASA                                    | Estats Units - NASA                                               |
| 14 de febrer 09:27      | Estats Units - HEX 2 | Alaska                                                 | Suborbital                                                          | Termosfèric                                          | 14 de febrer                                           | Reeixit                                                           |
| 14 de febrer 09:36      | Estats Units - Terrier-Orion | Estats Units - Terrier-Orion                           | Estats Units - Poker Flat                                           | Estats Units - Poker Flat                            | Estats Units - NASA                                    | Estats Units - NASA                                               |
| 14 de febrer 09:36      | Estats Units - HEX 2 | Alaska                                                 | Suborbital                                                          | Termosfèric                                          | 14 de febrer                                           | Reeixit                                                           |
| 14 de febrer 09:38      | Estats Units - Terrier-Orion | Estats Units - Terrier-Orion                           | Estats Units - Poker Flat                                           | Estats Units - Poker Flat                            | Estats Units - NASA                                    | Estats Units - NASA                                               |
| 14 de febrer 09:38      | Estats Units - HEX 2 | Alaska                                                 | Suborbital                                                          | Termosfèric                                          | 14 de febrer                                           | Reeixit                                                           |
| 17 de febrer 23:01      | Estats Units - Delta II 7925-10C | Estats Units - Delta II 7925-10C                       | Estats Units - Cape Canaveral SLC-17B                               | Estats Units - Cape Canaveral SLC-17B                | Estats Units - United Launch Alliance                  | Estats Units - United Launch Alliance                             |
| 17 de febrer 23:01      | Estats Units - THEMIS A | NASA                                                   | Altament el·líptica                                                 | Aurores                                              | En òrbita                                              | Operacional                                                       |
| 17 de febrer 23:01      | Estats Units - THEMIS B (2007–2009) · Estats Units - Artemis P1 (2009—) | NASA                                                   | Altament el·líptica Selenocèntrica (planificat)                     | Aurores                                              | En òrbita                                              | Operacional                                                       |
| 17 de febrer 23:01      | Estats Units - THEMIS C (2007–2009) · Estats Units - Artemis P2 (2009—) | NASA                                                   | Altament el·líptica Selenocèntrica (planned)                        | Aurores                                              | En òrbita                                              | Operacional                                                       |
| 17 de febrer 23:01      | Estats Units - THEMIS D | NASA                                                   | Altament el·líptica                                                 | Aurores                                              | En òrbita                                              | Operacional                                                       |
| 17 de febrer 23:01      | Estats Units - THEMIS E | NASA                                                   | Altament el·líptica                                                 | Aurores                                              | En òrbita                                              | Operacional                                                       |
| 17 de febrer 23:01      | Es va completar la missió THEMIS en el 2009. Van romandre tres naus espacials per a l'ús d'una ampliació de la mateixa missió, mentre que els altres dos van fer camí cap a la Lluna per la missió Artemis. |                                                        |                                                                     |                                                      |                                                        |                                                                   |
| 24 de febrer 04:41      | Japó - H-IIA 2024 | Japó - H-IIA 2024                                      | Japó - Tanegashima LA-Y1                                            | Japó - Tanegashima LA-Y1                             | Japó - JAXA                                            | Japó - JAXA                                                       |
| 24 de febrer 04:41      | Japó - IGS-Radar 2 | CSICE                                                  | Heliosíncrona                                                       | Reconeixement                                        | En òrbita                                              | Error parcial del vehicle                                         |
| 24 de febrer 04:41      | Japó - IGS-Òptic 3V | CSICE                                                  | Heliosíncrona                                                       | Reconeixement Tecnologia                             | En òrbita                                              | Operacional                                                       |
| 24 de febrer 04:41      | Va fallar el IGS-Radar 2 en el 29 d'agost del 2010 a causa de problemes amb les bateries |                                                        |                                                                     |                                                      |                                                        |                                                                   |
| 25 de febrer            | Iran - Shahab-3 | Iran - Shahab-3                                        | Iran - Iran                                                         | Iran - Iran                                          | Iran - IARI                                            | Iran - IARI                                                       |
| 25 de febrer            | Iran - Kavesh | INSA                                                   | Suborbital                                                          | Científic                                            | 25 de febrer                                           | Reeixit                                                           |
| 25 de febrer            | Primer llançament científic iranià amb èxit |                                                        |                                                                     |                                                      |                                                        |                                                                   |
| 28 de febrer 08:39      | Canadà - Black Brant XII | Canadà - Black Brant XII                               | Estats Units - Poker Flat                                           | Estats Units - Poker Flat                            | Estats Units - NASA                                    | Estats Units - NASA                                               |
| 28 de febrer 08:39      | Estats Units - CHARM | Dartmouth                                              | Suborbital                                                          | Científic                                            | 28 de febrer                                           | Reeixit                                                           |
| Març                    | |                                                        |                                                                     |                                                      |                                                        |                                                                   |
| 1 de març               | Índia - RH-200SV | Índia - RH-200SV                                       | Noruega - Andøya                                                    | Noruega - Andøya                                     | Noruega - Andøya                                       | Noruega - Andøya                                                  |
| 1 de març               | Noruega - Mini-DUSTY 13 | Andøya                                                 | Suborbital                                                          | Tecnologia                                           | 1 de març                                              | Error parcial de llançament                                       |
| 1 de març               | El coet va tenir un rendiment inferior i no va poder aconseguir l'apogeu correcte |                                                        |                                                                     |                                                      |                                                        |                                                                   |
| 6 de març 00:30         | Estats Units - SR-19 | Estats Units - SR-19                                   | Estats Units - C-17, Kauai                                          | Estats Units - C-17, Kauai                           | Estats Units - Força Aèria dels Estats Units d'Amèrica | Estats Units - Força Aèria dels Estats Units d'Amèrica            |
| 6 de març 00:30         | | Exèrcit dels Estats Units d'Amèrica/MDA                | Suborbital                                                          | Objectiu                                             | 6 de març                                              | Reeixit                                                           |
| 9 de març 03:10         | Estats Units - Atlas V 401 | Estats Units - Atlas V 401                             | Estats Units - Cape Canaveral SLC-41                                | Estats Units - Cape Canaveral SLC-41                 | Estats Units - United Launch Alliance                  | Estats Units - United Launch Alliance                             |
| 9 de març 03:10         | Estats Units - ASTRO | DARPA                                                  | Òrbita baixa                                                        | Tecnologia                                           | En òrbita                                              | Reeixit                                                           |
| 9 de març 03:10         | Estats Units - NEXTSat | DARPA                                                  | Òrbita baixa                                                        | Tecnologia                                           | En òrbita                                              | Reeixit                                                           |
| 9 de març 03:10         | Estats Units - MidSTAR-1 | US Naval Academy                                       | Òrbita baixa                                                        | Radiació Tecnologia                                  | En òrbita                                              | Operacional                                                       |
| 9 de març 03:10         | Estats Units - FalconSAT-3 | Acadèmia de la Força Aèria dels Estats Units d'Amèrica | Òrbita baixa                                                        | Ionosfèric Plasma                                    | En òrbita                                              | Operacional                                                       |
| 9 de març 03:10         | Estats Units - STPSat-1 | Força Aèria dels Estats Units d'Amèrica/STP            | Òrbita baixa                                                        | Atmosfèric Tecnologia                                | En òrbita                                              | Operacional                                                       |
| 9 de març 03:10         | Estats Units - CFESat | LANL                                                   | Òrbita baixa                                                        | Ionosfèric                                           | En òrbita                                              | Operacional                                                       |
| 9 de març 03:10         | L'ASTRO i el NEXTSat van ser utilitzats en el programa de proves Orbital Express, com a últim proveïment i servei Llançament designat com a STP-1 |                                                        |                                                                     |                                                      |                                                        |                                                                   |
| 11 de març 22:03        | Europa - Ariane 5ECA | Europa - Ariane 5ECA                                   | França - Kourou ELA-3                                               | França - Kourou ELA-3                                | França - Arianespace                                   | França - Arianespace                                              |
| 11 de març 22:03        | Regne Unit - Skynet 5A | Paradigm/MoD                                           | Geoestacionari                                                      | Comunicacions                                        | En òrbita                                              | Operacional                                                       |
| 11 de març 22:03        | Índia - INSAT 4B | ISRO                                                   | Geoestacionari                                                      | Comunicacions                                        | En òrbita                                              | Operacional                                                       |
| 21 de març 01:10        | Estats Units - Falcon 1 | Estats Units - Falcon 1                                | Illes Marshall - Omelek                                             | Illes Marshall - Omelek                              | Estats Units - SpaceX                                  | Estats Units - SpaceX                                             |
| 21 de març 01:10        | Estats Units - DemoSat (LCT2/AFSS) | SpaceX/DARPA/NASA                                      | Destinat: Òrbita baixa                                              | Tecnologia                                           | 21 de març                                             | Error de llançament                                               |
| 21 de març 01:10        | Pèrdua de senyal després de problemes de control, es va fallar en assolir l'òrbita, es van aconseguir diversos objectius de proves |                                                        |                                                                     |                                                      |                                                        |                                                                   |
| 21 de març 04:27        | Estats Units - Chimera (Minuteman/Minotaur II) | Estats Units - Chimera (Minuteman/Minotaur II)         | Estats Units - Vandenberg LF-06                                     | Estats Units - Vandenberg LF-06                      | Estats Units - Orbital Sciences                        | Estats Units - Orbital Sciences                                   |
| 21 de març 04:27        | | Força Aèria dels Estats Units d'Amèrica                | Suborbital                                                          | Objectiu                                             | 21 de març                                             | Reeixit                                                           |
| 21 de març 04:27        | Demostració de traça |                                                        |                                                                     |                                                      |                                                        |                                                                   |
| Abril                   | |                                                        |                                                                     |                                                      |                                                        |                                                                   |
| 6 d'abril 06:42         | Rússia - R-17 Elbrus | Rússia - R-17 Elbrus                                   | Estats Units - Kauai                                                | Estats Units - Kauai                                 | Estats Units - Exèrcit dels Estats Units d'Amèrica     | Estats Units - Exèrcit dels Estats Units d'Amèrica                |
| 6 d'abril 06:42         | | MDA                                                    | Suborbital                                                          | Objectiu                                             | 6 d'abril                                              | Reeixit                                                           |
| 6 d'abril 06:42         | Demostració de traça |                                                        |                                                                     |                                                      |                                                        |                                                                   |
| 7 d'abril 17:31         | Rússia - Soiuz-FG | Rússia - Soiuz-FG                                      | Kazakhstan - Baikonur Site 1/5                                      | Kazakhstan - Baikonur Site 1/5                       | Rússia - Roskosmos                                     | Rússia - Roskosmos                                                |
| 7 d'abril 17:31         | Rússia - Soiuz TMA-10 | Roskosmos                                              | Òrbita baixa (ISS)                                                  | ISS Expedition 15                                    | 21 d'octubre 10:36                                     | Reeixit                                                           |
| 7 d'abril 17:31         | Vol tripulat amb tres cosmonautes, incloent-hi un turista espacial pagant |                                                        |                                                                     |                                                      |                                                        |                                                                   |
| 9 d'abril 22:54         | Rússia - Proton-M/Briz-M | Rússia - Proton-M/Briz-M                               | Kazakhstan - Baikonur Site 200/39                                   | Kazakhstan - Baikonur Site 200/39                    | Rússia Estats Units - ILS                              | Rússia Estats Units - ILS                                         |
| 9 d'abril 22:54         | Canadà - Anik F3 | Telesat                                                | Geosíncrona                                                         | Comunicacions                                        | En òrbita                                              | Error parcial del vehicle                                         |
| 9 d'abril 22:54         | Malfuncionament en el transmissor de banda Ka |                                                        |                                                                     |                                                      |                                                        |                                                                   |
| 11 d'abril 03:27        | Xina - Llarga Marxa 2C-III | Xina - Llarga Marxa 2C-III                             | Xina - Taiyuan LC-1                                                 | Xina - Taiyuan LC-1                                  | Xina - CNSA                                            | Xina - CNSA                                                       |
| 11 d'abril 03:27        | Xina - Haiyang-1B | CAST                                                   | Heliosíncrona                                                       | Oceanografia                                         | En òrbita                                              | Operacional                                                       |
| 12 d'abril 05:32        | Índia - Agni-III | Índia - Agni-III                                       | Índia - Integrated Test Range                                       | Índia - Integrated Test Range                        | Índia - IDRDL                                          | Índia - IDRDL                                                     |
| 12 d'abril 05:32        | Índia - Vehicle de reentrada | IDRDL                                                  | Suborbital                                                          | Prova de míssils                                     | 12 d'abril                                             | Reeixit                                                           |
| 13 d'abril 20:11        | Xina - Llarga Marxa 3A | Xina - Llarga Marxa 3A                                 | Xina - Xichang LA-3                                                 | Xina - Xichang LA-3                                  | Xina - CNSA                                            | Xina - CNSA                                                       |
| 13 d'abril 20:11        | Xina - Compass-M1 (Beidou-2A) | CNSA                                                   | Òrbita mitjana                                                      | Navegació                                            | En òrbita                                              | Operacional                                                       |
| 17 d'abril 06:46:34     | Ucraïna - Dnepr-1 | Ucraïna - Dnepr-1                                      | Kazakhstan - Baikonur Site 109/95                                   | Kazakhstan - Baikonur Site 109/95                    | Rússia - ISC Kosmotras                                 | Rússia - ISC Kosmotras                                            |
| 17 d'abril 06:46:34     | Egipte - EgyptSat 1 | NARS                                                   | Heliosíncrona                                                       | Observació                                           | En òrbita                                              | Operacional                                                       |
| 17 d'abril 06:46:34     | Aràbia Saudita - Saudisat-3 | RSRI                                                   | Heliosíncrona                                                       | Científic                                            | En òrbita                                              | Operacional                                                       |
| 17 d'abril 06:46:34     | Aràbia Saudita - SaudiComsat-3 | RSRI                                                   | Heliosíncrona                                                       | Comunicacions                                        | En òrbita                                              | Operacional                                                       |
| 17 d'abril 06:46:34     | Aràbia Saudita - SaudiComsat-4 | RSRI                                                   | Heliosíncrona                                                       | Comunicacions                                        | En òrbita                                              | Operacional                                                       |
| 17 d'abril 06:46:34     | Aràbia Saudita - SaudiComsat-5 | RSRI                                                   | Heliosíncrona                                                       | Comunicacions                                        | En òrbita                                              | Operacional                                                       |
| 17 d'abril 06:46:34     | Aràbia Saudita - SaudiComsat-6 | RSRI                                                   | Heliosíncrona                                                       | Comunicacions                                        | En òrbita                                              | Operacional                                                       |
| 17 d'abril 06:46:34     | Aràbia Saudita - SaudiComsat-7 | RSRI                                                   | Heliosíncrona                                                       | Comunicacions                                        | En òrbita                                              | Operacional                                                       |
| 17 d'abril 06:46:34     | Estats Units - CP-3 | CalPoly                                                | Heliosíncrona                                                       | Tecnologia                                           | En òrbita                                              | Error parcial del vehicle Operacional                             |
| 17 d'abril 06:46:34     | Estats Units - CP-4 | CalPoly                                                | Heliosíncrona                                                       | Tecnologia                                           | En òrbita                                              | Operacional                                                       |
| 17 d'abril 06:46:34     | Estats Units - CAPE-1 | Lafayette                                              | Heliosíncrona                                                       | Tecnologia                                           | En òrbita                                              | Error parcial del vehicle                                         |
| 17 d'abril 06:46:34     | Colòmbia - Libertad 1 | Sergio Arboleda                                        | Heliosíncrona                                                       | Tecnologia                                           | En òrbita                                              | Reeixit                                                           |
| 17 d'abril 06:46:34     | Estats Units - AeroCube 2 | Aerospace Corporation                                  | Heliosíncrona                                                       | Tecnologia                                           | En òrbita                                              | Error del vehicle                                                 |
| 17 d'abril 06:46:34     | Estats Units - CSTB-1 | Boeing                                                 | Heliosíncrona                                                       | Tecnologia                                           | En òrbita                                              | Operacional                                                       |
| 17 d'abril 06:46:34     | Estats Units - MAST | Tethers Unlimited                                      | Heliosíncrona                                                       | Tecnologia                                           | En òrbita                                              | Operacional                                                       |
| 17 d'abril 06:46:34     | Els CP-3, CP-4, CAPE-1, Libertad 1, AeroCube 2, CSTB-1, i MAST estaven als contenidors del P-POD, però va haver problemes amb la font d'alimentació de CAPE-1; el Libertad 1 va ser desactivat després de la finalització de la missió; l'AeroCube 2 va patir un malfuncionament del panell/convertidor solar; La missió del CP-3 va ser afectat per problemes amb el sistema de comunicacions |                                                        |                                                                     |                                                      |                                                        |                                                                   |
| 23 d'abril 10:00        | Índia - PSLV-CA | Índia - PSLV-CA                                        | Índia - Satish Dhawan SLP                                           | Índia - Satish Dhawan SLP                            | Índia - ISRO                                           | Índia - ISRO                                                      |
| 23 d'abril 10:00        | Itàlia - AGILE | ASI                                                    | Òrbita baixa                                                        | Astronomia RG                                        | En òrbita                                              | Operacional                                                       |
| 23 d'abril 10:00        | Índia - AAM | ISRO                                                   | Òrbita baixa                                                        | Tecnologia                                           | En òrbita                                              | Operacional                                                       |
| 23 d'abril 10:00        | Vol inaugural del PSLV-CA |                                                        |                                                                     |                                                      |                                                        |                                                                   |
| 24 d'abril 06:48        | Estats Units - Minotaur I | Estats Units - Minotaur I                              | Estats Units - MARS Pad 0B                                          | Estats Units - MARS Pad 0B                           | Estats Units - Orbital Sciences                        | Estats Units - Orbital Sciences                                   |
| 24 d'abril 06:48        | Estats Units - NFIRE | MDA                                                    | Òrbita baixa                                                        | Defensa de míssils                                   | En òrbita                                              | Operacional                                                       |
| 25 d'abril 20:26:00     | Estats Units - Pegasus-XL | Estats Units - Pegasus-XL                              | Estats Units - L-1011, Vandenberg                                   | Estats Units - L-1011, Vandenberg                    | Estats Units - Orbital Sciences                        | Estats Units - Orbital Sciences                                   |
| 25 d'abril 20:26:00     | Estats Units - AIM (SMEX 9) | NASA                                                   | Òrbita baixa                                                        | Aeronomia                                            | En òrbita                                              | Operacional                                                       |
| 26 d'abril 21:31        | Estats Units - Terrier-Orion | Estats Units - Terrier-Orion                           | Estats Units - Kauai                                                | Estats Units - Kauai                                 | Estats Units - Marina dels Estats Units d'Amèrica      | Estats Units - Marina dels Estats Units d'Amèrica                 |
| 26 d'abril 21:31        | Objectiu | Marina dels Estats Units d'Amèrica                     | Suborbital                                                          | Objectiu                                             | 26 d'abril                                             | Reeixit                                                           |
| 26 d'abril 21:31        | Interceptat per SM-3 |                                                        |                                                                     |                                                      |                                                        |                                                                   |
| 26 d'abril 21:32        | Estats Units - RIM-161 Standard Missile 3 | Estats Units - RIM-161 Standard Missile 3              | Estats Units - USS Lake Erie, Kauai                                 | Estats Units - USS Lake Erie, Kauai                  | Estats Units - Marina dels Estats Units d'Amèrica      | Estats Units - Marina dels Estats Units d'Amèrica                 |
| 26 d'abril 21:32        | Interceptor | Marina dels Estats Units d'Amèrica                     | Suborbital                                                          | Prova ABM                                            | 26 d'abril                                             | Reeixit                                                           |
| 26 d'abril 21:32        | Interceptat per Terrier-Orion |                                                        |                                                                     |                                                      |                                                        |                                                                   |
| 28 d'abril 14:56        | Estats Units - SpaceLoft XL | Estats Units - SpaceLoft XL                            | Estats Units - Spaceport America                                    | Estats Units - Spaceport America                     | Estats Units - UP Aerospace                            | Estats Units - UP Aerospace                                       |
| 28 d'abril 14:56        | Estats Units - Legacy | Celestis                                               | Suborbital                                                          | Sepultura espacial                                   | 28 d'abril                                             | Reeixit                                                           |
| 28 d'abril 14:56        | Estats Units - LaunchQuest | CCAT/NALI                                              | Suborbital                                                          | Investigació estudiantil                             | 28 d'abril                                             | Reeixit                                                           |
| 28 d'abril 14:56        | Estats Units - RocketSat II | NASA/Colorado                                          | Suborbital                                                          | Tecnologia                                           | 28 d'abril                                             | Reeixit                                                           |
| 28 d'abril 14:56        | Estats Units - Seeds | Epsori Space Systems                                   | Suborbital                                                          | Biològic                                             | 28 d'abril                                             | Reeixit                                                           |
| 28 d'abril 14:56        | Estats Units - Antimatter/Space²O | MEI                                                    | Suborbital                                                          | Ingredients de la beguda                             | 28 d'abril                                             | Reeixit                                                           |
| 28 d'abril 14:56        | Estats Units - Objectes comemoratius | Astrata RocketFoto Astrax                              | Suborbital                                                          |                                                      | 28 d'abril                                             | Reeixit                                                           |
| 28 d'abril 14:56        | Llançament de sonda recuperable a un apogeu de 117 quilòmetres, el Legacy va incloure restes de l'astronauta Gordon Cooper i l'actor James Doohan, el mal temps va retardar la recuperació |                                                        |                                                                     |                                                      |                                                        |                                                                   |
| Maig                    | |                                                        |                                                                     |                                                      |                                                        |                                                                   |
| 4 de maig 22:29         | Europa - Ariane 5ECA | Europa - Ariane 5ECA                                   | França - Kourou ELA-3                                               | França - Kourou ELA-3                                | França - Arianespace                                   | França - Arianespace                                              |
| 4 de maig 22:29         | Luxemburg - Astra 1L | SES Astra                                              | Geosíncrona                                                         | Comunicacions                                        | En òrbita                                              | Operacional                                                       |
| 4 de maig 22:29         | Estats Units - Galaxy 17 | Intelsat                                               | Geosíncrona                                                         | Comunicacions                                        | En òrbita                                              | Operacional                                                       |
| 12 de maig 03:25:38     | Rússia - Soiuz-U | Rússia - Soiuz-U                                       | Kazakhstan - Baikonur Site 1/5                                      | Kazakhstan - Baikonur Site 1/5                       | Rússia - Roskosmos                                     | Rússia - Roskosmos                                                |
| 12 de maig 03:25:38     | Rússia - Progress M-60 | Roskosmos                                              | Òrbita baixa (ISS)                                                  | Logística                                            | 25 de setembre 19:48                                   | Reeixit                                                           |
| 12 de maig 03:25:38     | Vol de la ISS 25P |                                                        |                                                                     |                                                      |                                                        |                                                                   |
| 13 de maig 16:01        | Xina - Llarga Marxa 3B/E | Xina - Llarga Marxa 3B/E                               | Xina - Xichang LA-2                                                 | Xina - Xichang LA-2                                  | Xina - CNSA                                            | Xina - CNSA                                                       |
| 13 de maig 16:01        | Nigèria - NigComSat-1 | NASRDA                                                 | Servei: Geosíncrona Actualment: Cementiri                           | Comunicacions                                        | En òrbita                                              | Error del vehicle                                                 |
| 13 de maig 16:01        | Vol inaugural del Llarga Marxa 3B/E, el primer satèl·lit de comunicacions geosíncron africà, es va retirar a causa d'un mal funcionament del sistema elèctric en el novembre del 2008. |                                                        |                                                                     |                                                      |                                                        |                                                                   |
| 15 de maig              | Estats Units - UGM-133 Trident II | Estats Units - UGM-133 Trident II                      | Estats Units - ETR, USS Tennessee                                   | Estats Units - ETR, USS Tennessee                    | Estats Units - Marina dels Estats Units d'Amèrica      | Estats Units - Marina dels Estats Units d'Amèrica                 |
| 15 de maig              | Estats Units - FCET-37 | Marina dels Estats Units d'Amèrica                     | Suborbital                                                          | Prova d'MBLS                                         | 15 de maig                                             | Reeixit                                                           |
| 15 de maig              | Estats Units - UGM-133 Trident II | Estats Units - UGM-133 Trident II                      | Estats Units - ETR, USS Tennessee                                   | Estats Units - ETR, USS Tennessee                    | Estats Units - Marina dels Estats Units d'Amèrica      | Estats Units - Marina dels Estats Units d'Amèrica                 |
| 15 de maig              | Estats Units - FCET-37 | Marina dels Estats Units d'Amèrica                     | Suborbital                                                          | Prova d'MBLS                                         | 15 de maig                                             | Reeixit                                                           |
| 25 de maig 07:12        | Xina - Llarga Marxa 2D | Xina - Llarga Marxa 2D                                 | Xina - Jiuquan LA-4/SLS-2                                           | Xina - Jiuquan LA-4/SLS-2                            | Xina - CNSA                                            | Xina - CNSA                                                       |
| 25 de maig 07:12        | Xina - Yaogan 2 | CNSA                                                   | Heliosíncrona                                                       | Imatgeria de la Terra                                | En òrbita                                              | Operacional                                                       |
| 25 de maig 07:12        | Xina - Zheda PiXing-1 (MEMS-Pico) | Zhejiang University                                    | Heliosíncrona                                                       | Tecnologia                                           | En òrbita                                              | Operacional                                                       |
| 25 de maig 07:12        | Llançament orbital xinès amb èxit número 100, El MEMS-Pico està destinat a la investigació microelectrònica |                                                        |                                                                     |                                                      |                                                        |                                                                   |
| 25 de maig 13:15        | Estats Units - UGM-27 Polaris (STARS) | Estats Units - UGM-27 Polaris (STARS)                  | Estats Units - Kodiak                                               | Estats Units - Kodiak                                | Estats Units - Sandia                                  | Estats Units - Sandia                                             |
| 25 de maig 13:15        | FTG-03 Objectiu | MDA                                                    | Suborbital                                                          | Prova ABM                                            | 25 de maig                                             | Error                                                             |
| 25 de maig 13:15        | No va arribar a l'altitud correcta, no es va llançar l'interceptador GMD-OBV |                                                        |                                                                     |                                                      |                                                        |                                                                   |
| 29 de maig 10:20        | Rússia - RS-24 | Rússia - RS-24                                         | Rússia - Plesetsk                                                   | Rússia - Plesetsk                                    | Rússia - RVSN                                          | Rússia - RVSN                                                     |
| 29 de maig 10:20        | | RVSN                                                   | Suborbital                                                          | Prova de míssils                                     | 29 de maig                                             | Reeixit                                                           |
| 29 de maig 10:20        | Vol inaugural del míssil RS-24 |                                                        |                                                                     |                                                      |                                                        |                                                                   |
| 29 de maig 20:31:30     | Rússia - Soiuz-FG/Fregat | Rússia - Soiuz-FG/Fregat                               | Kazakhstan - Baikonur Site 31/6                                     | Kazakhstan - Baikonur Site 31/6                      | Europa Rússia - Starsem                                | Europa Rússia - Starsem                                           |
| 29 de maig 20:31:30     | Estats Units - Globalstar 65 | Globalstar                                             | Òrbita baixa                                                        | Comunicacions                                        | En òrbita                                              | Operacional                                                       |
| 29 de maig 20:31:30     | Estats Units - Globalstar 69 | Globalstar                                             | Òrbita baixa                                                        | Comunicacions                                        | En òrbita                                              | Operacional                                                       |
| 29 de maig 20:31:30     | Estats Units - Globalstar 71 | Globalstar                                             | Òrbita baixa                                                        | Comunicacions                                        | En òrbita                                              | Operacional                                                       |
| 29 de maig 20:31:30     | Estats Units - Globalstar 72 | Globalstar                                             | Òrbita baixa                                                        | Comunicacions                                        | En òrbita                                              | Operacional                                                       |
| 31 de maig 16:08        | Xina - Llarga Marxa 3A | Xina - Llarga Marxa 3A                                 | Xina - Xichang LA-2                                                 | Xina - Xichang LA-2                                  | Xina - CNSA                                            | Xina - CNSA                                                       |
| 31 de maig 16:08        | Xina - Sinosat-3 | Sinosat                                                | Geosíncrona                                                         | Comunicacions                                        | En òrbita                                              | Operacional                                                       |
| 31 de maig 16:08        | Vol número 100 del coet transportador Llarga Marxa |                                                        |                                                                     |                                                      |                                                        |                                                                   |
| Juny                    | |                                                        |                                                                     |                                                      |                                                        |                                                                   |
| 7 de juny 18:00         | Rússia - Soiuz-U | Rússia - Soiuz-U                                       | Rússia - Plesetsk Site 16/2                                         | Rússia - Plesetsk Site 16/2                          | Rússia - VKS                                           | Rússia - VKS                                                      |
| 7 de juny 18:00         | Rússia - Kosmos 2427 (Kobal't-M) | VKS                                                    | Òrbita baixa                                                        | Reconeixement                                        | 22 d'agost 21:00                                       | Reeixit                                                           |
| 8 de juny 02:34:01      | Estats Units - Delta II 7420-10 | Estats Units - Delta II 7420-10                        | Estats Units - Vandenberg SLC-2W                                    | Estats Units - Vandenberg SLC-2W                     | Estats Units - United Launch Alliance                  | Estats Units - United Launch Alliance                             |
| 8 de juny 02:34:01      | Itàlia - COSMO-1 | ASI                                                    | Heliosíncrona                                                       | Imatgeria                                            | En òrbita                                              | Operacional                                                       |
| 8 de juny 23:38:04      | Estats UnitsTransbordador espacial Atlantis | Estats UnitsTransbordador espacial Atlantis            | Estats Units - Kennedy Space Center LC-39A                          | Estats Units - Kennedy Space Center LC-39A           | Estats Units - United Space Alliance                   | Estats Units - United Space Alliance                              |
| 8 de juny 23:38:04      | Estats Units - STS-117 | NASA                                                   | Òrbita baixa (ISS)                                                  | Acoblament de la ISS                                 | 22 de juny 19:49:38                                    | Reeixit                                                           |
| 8 de juny 23:38:04      | Nacions Unides - ITS S3/4 Truss | NASA                                                   | Òrbita baixa (ISS)                                                  | Component de la ISS (Estació espacial internacional) | En òrbita                                              | Operacional                                                       |
| 8 de juny 23:38:04      | Vol espacial orbital tripulat amb 7 astronautes, intercanvi de tripulació de l'ISS |                                                        |                                                                     |                                                      |                                                        |                                                                   |
| 10 de juny              | Israel - Shavit-2 | Israel - Shavit-2                                      | Israel - Palmachim                                                  | Israel - Palmachim                                   | Israel - Israel Aerospace Industries                   | Israel - Israel Aerospace Industries                              |
| 10 de juny              | Israel - Ofeq-7 | IAI/Forces de Defensa d'Israel                         | Òrbita baixa (retrògrada)                                           | Reconeixement                                        | En òrbita                                              | Operacional                                                       |
| 10 de juny              | Vol inaugural del Shavit-2 |                                                        |                                                                     |                                                      |                                                        |                                                                   |
| 15 de juny 02:14        | Ucraïna - Dnepr-1 | Ucraïna - Dnepr-1                                      | Kazakhstan - Baikonur Site 109/95                                   | Kazakhstan - Baikonur Site 109/95                    | Rússia - ISC Kosmotras                                 | Rússia - ISC Kosmotras                                            |
| 15 de juny 02:14        | Alemanya - TerraSAR-X | DLR                                                    | Òrbita baixa                                                        | Radar Imatgeria                                      | En òrbita                                              | Operacional                                                       |
| 15 de juny 02:45        | Estats Units - Talos-Castor | Estats Units - Talos-Castor                            | Austràlia - Woomera                                                 | Austràlia - Woomera                                  | Austràlia - DSTO                                       | Austràlia - DSTO                                                  |
| 15 de juny 02:45        | Austràlia - HyShot/HYCAUSE | DSTO                                                   | Suborbital                                                          | Investigació hipersònica                             | 15 de juny                                             | Reeixit                                                           |
| 15 de juny 15:04        | Estats Units - Atlas V 401 | Estats Units - Atlas V 401                             | Estats Units - Cape Canaveral SLC-41                                | Estats Units - Cape Canaveral SLC-41                 | Estats Units - United Launch Alliance                  | Estats Units - United Launch Alliance                             |
| 15 de juny 15:04        | Estats Units - USA-194 (NOSS-3-4A) | NRO                                                    | Òrbita baixa                                                        | Ocean surveillance                                   | En òrbita                                              | Error parcial de llançament Operacional                           |
| 15 de juny 15:04        | Estats Units - USA-194 (NOSS-3-4B) | NRO                                                    | Òrbita baixa                                                        | Ocean surveillance                                   | En òrbita                                              | Error parcial de llançament Operacional                           |
| 15 de juny 15:04        | El llançament del NRO núm. 30R, va ser situat en una òrbita incorrecta a acusa d'una separació prematura del tram superior del Centaur, la nau espacial va corregir utilitzant els seus propis propulsors, el que va reduir la vida útil |                                                        |                                                                     |                                                      |                                                        |                                                                   |
| 15 de juny              | Estats Units - Terrier-Orion | Estats Units - Terrier-Orion                           | Estats Units - Kauai                                                | Estats Units - Kauai                                 | Estats Units - Marina dels Estats Units d'Amèrica      | Estats Units - Marina dels Estats Units d'Amèrica                 |
| 15 de juny              | Estats Units - ARAV | Marina dels Estats Units d'Amèrica                     | Suborbital                                                          | Objectiu                                             | 15 de juny                                             | Reeixit                                                           |
| 15 de juny              | Estats Units - Terrier-Orion | Estats Units - Terrier-Orion                           | Estats Units - Kauai                                                | Estats Units - Kauai                                 | Estats Units - Marina dels Estats Units d'Amèrica      | Estats Units - Marina dels Estats Units d'Amèrica                 |
| 15 de juny              | Estats Units - ARAV | Marina dels Estats Units d'Amèrica                     | Suborbital                                                          | Objectiu                                             | 15 de juny                                             | Reeixit                                                           |
| 20 de juny              | Estats Units - MEI-F3 | Estats Units - MEI-F3                                  | Estats Units - Las Cruces                                           | Estats Units - Las Cruces                            | Estats Units - MEI                                     | Estats Units - MEI                                                |
| 20 de juny              | Estats Units - RocketSat III | NASA/Colorado                                          | Suborbital                                                          | Tecnologia                                           | 20 de juny                                             | Reeixit                                                           |
| 20 de juny              | Estats Units - Antimatter/Space²O | MEI                                                    | Suborbital                                                          | Ingredients de la beguda                             | 20 de juny                                             | Reeixit                                                           |
| 21 de juny              | Estats Units - Terrier-Orion | Estats Units - Terrier-Orion                           | Estats Units - White Sands                                          | Estats Units - White Sands                           | NASA                                                   | NASA                                                              |
| 21 de juny              | Estats Units - ST-5000/CACS | NASA/NSROC                                             | Suborbital                                                          | Prova de coet                                        | 21 de juny                                             | Reeixit                                                           |
| 21 de juny              | França - M51 | França - M51                                           | França - Biscarrosse, submarí                                       | França - Biscarrosse, submarí                        | França - FOST                                          | França - FOST                                                     |
| 21 de juny              | | FOST                                                   | Suborbital                                                          | Prova de míssils                                     | 21 de juny                                             | Reeixit                                                           |
| 23 de juny 02:40        | Estats Units - Castor 4B | Estats Units - Castor 4B                               | Estats Units - Kauai                                                | Estats Units - Kauai                                 | Estats Units - Marina dels Estats Units d'Amèrica      | Estats Units - Marina dels Estats Units d'Amèrica                 |
| 23 de juny 02:40        | | Marina dels Estats Units d'Amèrica                     | Suborbital                                                          | Objectiu                                             | 23 de juny                                             | Reeixit                                                           |
| 23 de juny 02:40        | Interceptat per SM-3 |                                                        |                                                                     |                                                      |                                                        |                                                                   |
| 23 de juny 02:44        | Estats Units - RIM-161 Standard Missile 3 | Estats Units - RIM-161 Standard Missile 3              | Estats Units - USS Decatur, Kauai                                   | Estats Units - USS Decatur, Kauai                    | Estats Units - Marina dels Estats Units d'Amèrica      | Estats Units - Marina dels Estats Units d'Amèrica                 |
| 23 de juny 02:44        | | Marina dels Estats Units d'Amèrica                     | Suborbital                                                          | Prova ABM                                            | 23 de juny                                             | Reeixit                                                           |
| 23 de juny 02:44        | Interceptat per Castor 4B |                                                        |                                                                     |                                                      |                                                        |                                                                   |
| 28 de juny              | Rússia - RSM-56 Bulava | Rússia - RSM-56 Bulava                                 | Rússia - Mar Blanc, Submarí                                         | Rússia - Mar Blanc, Submarí                          | Rússia - VMF                                           | Rússia - VMF                                                      |
| 28 de juny              | | VMF                                                    | Suborbital                                                          | Prova de míssils                                     | 28 de juny                                             | Reeixit                                                           |
| 28 de juny 15:02        | Ucraïna - Dnepr-1 | Ucraïna - Dnepr-1                                      | Rússia - Dombarovskiy                                               | Rússia - Dombarovskiy                                | Rússia - ISC Kosmotras                                 | Rússia - ISC Kosmotras                                            |
| 28 de juny 15:02        | Estats Units - Genesis II | Bigelow Aerospace                                      | Òrbita baixa                                                        | Tecnologia                                           | En òrbita                                              | Operacional                                                       |
| 28 de juny 15:02        | Mòdul inflable experimental |                                                        |                                                                     |                                                      |                                                        |                                                                   |
| 29 de juny 10:00        | Ucraïna - Zenit-2M | Ucraïna - Zenit-2M                                     | Kazakhstan - Baikonur Site 45/1                                     | Kazakhstan - Baikonur Site 45/1                      | Rússia - VKS                                           | Rússia - VKS                                                      |
| 29 de juny 10:00        | Rússia - Kosmos 2428 (Tselina-2) | VKS                                                    | Òrbita baixa                                                        | ELINT                                                | En òrbita                                              | Operacional                                                       |
| 29 de juny 10:00        | Vol inaugural del Zenit-2M |                                                        |                                                                     |                                                      |                                                        |                                                                   |
| Juliol                  | |                                                        |                                                                     |                                                      |                                                        |                                                                   |
| 2 de juliol 19:38       | Rússia - Kosmos-3M | Rússia - Kosmos-3M                                     | Rússia - Plesetsk Site 132/1                                        | Rússia - Plesetsk Site 132/1                         | Rússia - COSMOS International                          | Rússia - COSMOS International                                     |
| 2 de juliol 19:38       | Alemanya - SAR-Lupe-2 | Bundeswehr                                             | Òrbita baixa (Polar)                                                | Radar Reconeixement                                  | En òrbita                                              | Operacional                                                       |
| 5 de juliol 12:08       | Xina - Llarga Marxa 3B | Xina - Llarga Marxa 3B                                 | Xina - Xichang LA-2                                                 | Xina - Xichang LA-2                                  | Xina - CNSA                                            | Xina - CNSA                                                       |
| 5 de juliol 12:08       | Xina - Chinasat-6B | ChinaSatcom                                            | Geosíncrona                                                         | Comunicacions                                        | En òrbita                                              | Operacional                                                       |
| 7 de juliol 01:16:00    | Rússia - Proton-M/Briz-M Enhanced | Rússia - Proton-M/Briz-M Enhanced                      | Kazakhstan - Baikonur Site 200/39                                   | Kazakhstan - Baikonur Site 200/39                    | Rússia Estats Units - International Launch Services    | Rússia Estats Units - International Launch Services               |
| 7 de juliol 01:16:00    | Estats Units - DirecTV-10 | DirecTV                                                | Geosíncrona                                                         | Comunicacions                                        | En òrbita                                              | Operacional                                                       |
| 7 de juliol 01:16:00    | Vol inaugural del Proton-M Enhanced |                                                        |                                                                     |                                                      |                                                        |                                                                   |
| 19 de juliol            | Brasil - VSB-30 (306) | Brasil - VSB-30 (306)                                  | Brasil - Alcântara                                                  | Brasil - Alcântara                                   | Brasil - AEB                                           | Brasil - AEB                                                      |
| 19 de juliol            | Brasil - Cuma II | INPE                                                   | Suborbital                                                          | Microgravetat                                        | 19 de juliol                                           | Error parcial del vehicle                                         |
| 19 de juliol            | Un malfuncionament del paracaigudes o el sistema de flotació va impedir la recuperació |                                                        |                                                                     |                                                      |                                                        |                                                                   |
| Agost                   | |                                                        |                                                                     |                                                      |                                                        |                                                                   |
| 2 d'agost 17:33:48      | Rússia - Soiuz-U | Rússia - Soiuz-U                                       | Kazakhstan - Baikonur Site 1/5                                      | Kazakhstan - Baikonur Site 1/5                       | Rússia - Roskosmos                                     | Rússia - Roskosmos                                                |
| 2 d'agost 17:33:48      | Rússia - Progress M-61 | Roskosmos                                              | Òrbita baixa (ISS)                                                  | Logística Tecnologia                                 | 22 de gener 2008 19:52                                 | Reeixit                                                           |
| 2 d'agost 17:33:48      | Vol de la ISS 26P, va romandre en òrbita després de desacoblar-se per dur a terme experiments tecnològics |                                                        |                                                                     |                                                      |                                                        |                                                                   |
| 3 d'agost 22:51:20      | Estats Units - Terrier-Orion | Estats Units - Terrier-Orion                           | Noruega - Andøya                                                    | Noruega - Andøya                                     | Estats Units - NASA                                    | Estats Units - NASA                                               |
| 3 d'agost 22:51:20      | Estats Units - MASS 1 | NASA/Colorado                                          | Suborbital                                                          | Atmosfèric                                           | 3 d'agost                                              | Reeixit                                                           |
| 3 d'agost 23:22         | Estats Units - Nike Orion | Estats Units - Nike Orion                              | Noruega - Andøya                                                    | Noruega - Andøya                                     | Alemanya - DLR                                         | Alemanya - DLR                                                    |
| 3 d'agost 23:22         | Noruega Alemanya França - ECOMA 3 | ARR, DLR, IAP                                          | Suborbital                                                          | Atmosfèric                                           | 3 d'agost                                              | Reeixit                                                           |
| 3 d'agost 23:22         | Apogeu: 126.5 km |                                                        |                                                                     |                                                      |                                                        |                                                                   |
| 4 d'agost 09:26:34      | Estats Units - Delta II 7925 | Estats Units - Delta II 7925                           | Estats Units - Cape Canaveral SLC-17A                               | Estats Units - Cape Canaveral SLC-17A                | Estats Units - United Launch Alliance                  | Estats Units - United Launch Alliance                             |
| 4 d'agost 09:26:34      | Estats Units - Phoenix | NASA                                                   | Heliocèntrica                                                       | Mòdul de descens a Mart                              | 25 de maig 2008 23:38                                  | Reeixit                                                           |
| 4 d'agost 09:26:34      | Va aterrar a Mart, en va descobrir aigua, es va rebre l'últim senyal de la nau el 2 de novembre del 2008 |                                                        |                                                                     |                                                      |                                                        |                                                                   |
| 6 d'agost 22:56         | Estats Units - Terrier-Orion | Estats Units - Terrier-Orion                           | Noruega - Andøya                                                    | Noruega - Andøya                                     | Estats Units - NASA                                    | Estats Units - NASA                                               |
| 6 d'agost 22:56         | Estats Units - MASS 2 | NASA/Colorado                                          | Suborbital                                                          | Atmosfèric                                           | 6 d'agost                                              | Reeixit                                                           |
| 7 d'agost               | Rússia - R-29R Volna | Rússia - R-29R Volna                                   | Rússia - Oceà Pacífic, submarí Delta III                            | Rússia - Oceà Pacífic, submarí Delta III             | Rússia - VMF                                           | Rússia - VMF                                                      |
| 7 d'agost               | | VMF                                                    | Suborbital                                                          | Prova de míssils                                     | 7 d'agost                                              | Reeixit                                                           |
| 8 d'agost 22:36:42      | Estats UnitsTransbordador espacial Endeavour - | Estats UnitsTransbordador espacial Endeavour -         | Estats Units - Kennedy Space Center LC-39A                          | Estats Units - Kennedy Space Center LC-39A           | Estats Units - United Space Alliance                   | Estats Units - United Space Alliance                              |
| 8 d'agost 22:36:42      | Estats Units - STS-118 | NASA                                                   | Òrbita baixa (ISS)                                                  | Acoblament de la ISS                                 | 21 d'agost 16:32                                       | Reeixit                                                           |
| 8 d'agost 22:36:42      | Estats Units - SpaceHab LSM | NASA/SpaceHab                                          | Òrbita baixa (STS)                                                  | Logística                                            | 21 d'agost 16:32                                       | Reeixit                                                           |
| 8 d'agost 22:36:42      | Nacions Unides - S5 Truss | NASA                                                   | Òrbita baixa (ISS)                                                  | Component de la ISS (Estació espacial internacional) | En òrbita                                              | Operacional                                                       |
| 8 d'agost 22:36:42      | Vol espacial orbital tripulat amb set astronautes, vol final del mòdul SpaceHab |                                                        |                                                                     |                                                      |                                                        |                                                                   |
| 13 d'agost 05:45        | Canadà - Black Brant IX | Canadà - Black Brant IX                                | Estats Units - White Sands LC-36                                    | Estats Units - White Sands LC-36                     | Estats Units - NASA                                    | Estats Units - NASA                                               |
| 13 d'agost 05:45        | Estats Units - LIDOS 2 | NASA/JHU                                               | Suborbital                                                          | Astronomia ultraviolada                              | 13 d'agost                                             | Reeixit                                                           |
| 14 d'agost 23:44        | Europa - Ariane 5ECA | Europa - Ariane 5ECA                                   | França - Kourou ELA-3                                               | França - Kourou ELA-3                                | Europa - Arianespace                                   | Europa - Arianespace                                              |
| 14 d'agost 23:44        | Estats Units - Spaceway 3 | Hughes                                                 | Geoestacionària                                                     | Comunicacions                                        | En òrbita                                              | Operacional                                                       |
| 14 d'agost 23:44        | Japó - BSat 3a | BSAT                                                   | Geoestacionària                                                     | Comunicacions                                        | En òrbita                                              | Operacional                                                       |
| 23 d'agost 08:31        | Estats Units - Chimera (Minuteman/Minotaur II) | Estats Units - Chimera (Minuteman/Minotaur II)         | Estats Units - Vandenberg LF-06                                     | Estats Units - Vandenberg LF-06                      | Estats Units - Orbital Sciences                        | Estats Units - Orbital Sciences                                   |
| 23 d'agost 08:31        | Estats Units - NFIRE 2a | MDA                                                    | Suborbital                                                          | Objectiu                                             | 23 d'agost 09:01                                       | Reeixit                                                           |
| 23 d'agost 08:31        | Objectiu de traça per la nau espacial NFIRE |                                                        |                                                                     |                                                      |                                                        |                                                                   |
| Setembre                | |                                                        |                                                                     |                                                      |                                                        |                                                                   |
| 2 de setembre 10:20     | Japó - S-520 | Japó - S-520                                           | Japó - Uchinoura                                                    | Japó - Uchinoura                                     | Japó - JAXA                                            | Japó - JAXA                                                       |
| 2 de setembre 10:20     | Japó - WIND | JAXA/Kochi                                             | Suborbital                                                          | Termosfèric                                          | 2 de setembre                                          | Reeixit                                                           |
| 2 de setembre 12:51     | Índia - GSLV | Índia - GSLV                                           | Índia - Satish Dhawan SLP                                           | Índia - Satish Dhawan SLP                            | Índia - ISRO                                           | Índia - ISRO                                                      |
| 2 de setembre 12:51     | Índia - INSAT-4CR | ISRO                                                   | Geosíncrona                                                         | Comunicacions                                        | En òrbita                                              | Error parcial de llançament Error parcial del vehicle Operacional |
| 2 de setembre 12:51     | Es va situar a un apogeu més baix i una inclinació més gran que la prevista, a causa del baix rendiment coet portador, la vida útil es va veure reduïda encara més per l'error de seguiment. 5 anys de vida operacional perduts. |                                                        |                                                                     |                                                      |                                                        |                                                                   |
| 5 de setembre 22:43     | Rússia - Proton-M/Briz-M | Rússia - Proton-M/Briz-M                               | Kazakhstan - Baikonur Site 200/39                                   | Kazakhstan - Baikonur Site 200/39                    | Rússia Estats Units - International Launch Services    | Rússia Estats Units - International Launch Services               |
| 5 de setembre 22:43     | Japó - JCSAT-11 | JSAT                                                   | Destinat: Geoestacionària                                           | Comunicacions                                        | ~+135 segons                                           | Error de llançament                                               |
| 5 de setembre 22:43     | La segona etapa va fallar en separar-se a causa de cablejat danyat. |                                                        |                                                                     |                                                      |                                                        |                                                                   |
| 6 de setembre 21:09     | Estats Units - Terrier-Orion | Estats Units - Terrier-Orion                           | Estats Units - Wallops Flight Facility                              | Estats Units - Wallops Flight Facility               | Estats Units - NASA                                    | Estats Units - NASA                                               |
| 6 de setembre 21:09     | Estats Units - PLAYER | NASA                                                   | Suborbital                                                          | Tecnologia                                           | 6 de setembre 21:19                                    | Reeixit                                                           |
| 11 de setembre 13:05    | Rússia - Kosmos-3M | Rússia - Kosmos-3M                                     | Rússia - Plesetsk Site 132/1                                        | Rússia - Plesetsk Site 132/1                         | Rússia - VKS                                           | Rússia - VKS                                                      |
| 11 de setembre 13:05    | Rússia - Kosmos 2429 (Parus) | VKS                                                    | Òrbita baixa                                                        | Navegació                                            | En òrbita                                              | Operacional                                                       |
| 14 de setembre 01:31:01 | Japó - H-IIA 2022 | Japó - H-IIA 2022                                      | Japó - Tanegashima LA-Y1                                            | Japó - Tanegashima LA-Y1                             | Japó - Mitsubishi                                      | Japó - Mitsubishi                                                 |
| 14 de setembre 01:31:01 | Japó - Kaguya (SELENE) | JAXA                                                   | Selenocèntrica                                                      | Orbitador lunar                                      | En òrbita                                              | Operacional                                                       |
| 14 de setembre 01:31:01 | Japó - Okina (RStar) | JAXA                                                   | Selenocèntrica                                                      | Orbitador lunar                                      | 12 de febrer 2009 08:46                                | Reeixit                                                           |
| 14 de setembre 01:31:01 | Japó - Ouna (VStar) | JAXA                                                   | Selenocèntrica                                                      | Orbitador lunar                                      | En òrbita                                              | Operacional                                                       |
| 14 de setembre 11:00    | Rússia - Soiuz-U | Rússia - Soiuz-U                                       | Kazakhstan - Baikonur Site 1/5                                      | Kazakhstan - Baikonur Site 1/5                       | Rússia - Roskosmos                                     | Rússia - Roskosmos                                                |
| 14 de setembre 11:00    | Europa Rússia - Foton-M3 | Roskosmos/ESA                                          | Òrbita baixa                                                        | Científic                                            | 26 de setembre                                         | Reeixit                                                           |
| 14 de setembre 11:00    | Europa - YES2 |                                                        | Òrbita baixa                                                        | Desenvolupament tecnològic                           | Unknown                                                | Error del vehicle                                                 |
| 14 de setembre 11:00    | El cable del YES2 no es va desplegar totalment. Es va fracassar en recuperar el satèl·lit. |                                                        |                                                                     |                                                      |                                                        |                                                                   |
| 18 de setembre 18:35    | Estats Units - Delta II 7920-10C | Estats Units - Delta II 7920-10C                       | Estats Units - Vandenberg SLC-2W                                    | Estats Units - Vandenberg SLC-2W                     | Estats Units - United Launch Alliance                  | Estats Units - United Launch Alliance                             |
| 18 de setembre 18:35    | Estats Units - WorldView-1 | DigitalGlobe                                           | Òrbita baixa                                                        | Imatgeria                                            | En òrbita                                              | Operacional                                                       |
| 18 de setembre 18:35    | 75è llançament consecutiu amb èxit del Delta II. |                                                        |                                                                     |                                                      |                                                        |                                                                   |
| 19 de setembre 03:26    | Xina - Llarga Marxa 4B | Xina - Llarga Marxa 4B                                 | Xina - Taiyuan LC-1                                                 | Xina - Taiyuan LC-1                                  | Xina - CNSA                                            | Xina - CNSA                                                       |
| 19 de setembre 03:26    | Xina Brasil - CBERS-2B (Ziyuan 1-02B) | CASC/INPE                                              | Syn-synchronous                                                     | Teledetecció                                         | En òrbita                                              | Operacional                                                       |
| 27 de setembre 11:34    | Estats Units - Delta II 7925H | Estats Units - Delta II 7925H                          | Estats Units - Cape Canaveral SLC-17B                               | Estats Units - Cape Canaveral SLC-17B                | Estats Units - United Launch Alliance                  | Estats Units - United Launch Alliance                             |
| 27 de setembre 11:34    | Estats Units - Dawn | NASA                                                   | Heliocèntrica Aleshores: Òrbita de Ceres Aleshores: Òrbita de Vesta | Investigació d'asteroides                            | En òrbita                                              | Operacional                                                       |
| 27 de setembre 11:34    | Va explorar el planeta nan Ceres i l'asteroide 4 Vesta, Ceres va ser designat com un asteroide durant la planificació de la missió |                                                        |                                                                     |                                                      |                                                        |                                                                   |
| 28 de setembre 20:16    | Estats Units - Polaris (STARS) | Estats Units - Polaris (STARS)                         | Estats Units - Kodiak                                               | Estats Units - Kodiak                                | Estats Units - Sandia                                  | Estats Units - Sandia                                             |
| 28 de setembre 20:16    | FTG-03a | MDA                                                    | Suborbital                                                          | Objectiu                                             | 28 de setembre                                         | Reeixit                                                           |
| 28 de setembre 20:16    | Interceptat per THAAD |                                                        |                                                                     |                                                      |                                                        |                                                                   |
| 28 de setembre 20:18    | Estats Units - THAAD | Estats Units - THAAD                                   | Estats Units - Vandenberg LF-23                                     | Estats Units - Vandenberg LF-23                      | Estats Units - MDA                                     | Estats Units - MDA                                                |
| 28 de setembre 20:18    | FTG-03a | MDA                                                    | Suborbital                                                          | Prova ABM                                            | 28 de setembre                                         | Reeixit                                                           |
| 28 de setembre 20:18    | Interceptat pel Polaris (STARS) |                                                        |                                                                     |                                                      |                                                        |                                                                   |
| Octubre                 | |                                                        |                                                                     |                                                      |                                                        |                                                                   |
| 5 d'octubre 05:50       | Índia - Agni-I | Índia - Agni-I                                         | Índia - Integrated Test Range                                       | Índia - Integrated Test Range                        | Índia - IDRDL                                          | Índia - IDRDL                                                     |
| 5 d'octubre 05:50       | | IDRDL                                                  | Suborbital                                                          | Prova de míssils                                     | 5 d'octubre                                            | Reeixit                                                           |
| 5 d'octubre 22:02:26    | Europa - Ariane 5GS | Europa - Ariane 5GS                                    | França - Kourou ELA-3                                               | França - Kourou ELA-3                                | Europa - Arianespace                                   | Europa - Arianespace                                              |
| 5 d'octubre 22:02:26    | Estats Units - Intelsat 11 | Intelsat                                               | Geosíncrona                                                         | Comunicacions                                        | En òrbita                                              | Operacional                                                       |
| 5 d'octubre 22:02:26    | Austràlia - Optus D2 | Optus                                                  | Geosíncrona                                                         | Comunicacions                                        | En òrbita                                              | Operacional                                                       |
| 10 d'octubre 13:22:39   | Rússia - Soiuz-FG | Rússia - Soiuz-FG                                      | Kazakhstan - Baikonur Site 1/5                                      | Kazakhstan - Baikonur Site 1/5                       | Rússia - Roskosmos                                     | Rússia - Roskosmos                                                |
| 10 d'octubre 13:22:39   | Rússia - Soiuz TMA-11 | Roskosmos                                              | Òrbita baixa (ISS)                                                  | ISS Expedition 16                                    | 19 d'abril 2008                                        | Reeixit                                                           |
| 10 d'octubre 13:22:39   | Vol espacial orbital tripulat amb 3 cosmonautes, primer malaisi a l'espai |                                                        |                                                                     |                                                      |                                                        |                                                                   |
| 11 d'octubre 00:22      | Estats Units - Atlas V 421 | Estats Units - Atlas V 421                             | Estats Units - Cape Canaveral SLC-41                                | Estats Units - Cape Canaveral SLC-41                 | Estats Units - United Launch Alliance                  | Estats Units - United Launch Alliance                             |
| 11 d'octubre 00:22      | Estats Units - USA-195 (WGS-1) | Força Aèria dels Estats Units d'Amèrica                | Geosíncrona                                                         | Comunicacions                                        | En òrbita                                              | Operacional                                                       |
| 11 d'octubre 00:22      | Vol inaugural de l'Atlas V 421 |                                                        |                                                                     |                                                      |                                                        |                                                                   |
| 17 d'octubre 12:23:00   | Estats Units - Delta II 7925-9.5 | Estats Units - Delta II 7925-9.5                       | Estats Units - Cape Canaveral SLC-17A                               | Estats Units - Cape Canaveral SLC-17A                | Estats Units - United Launch Alliance                  | Estats Units - United Launch Alliance                             |
| 17 d'octubre 12:23:00   | Estats Units - USA-196 (GPS 2R-17/M4) | Força Aèria dels Estats Units d'Amèrica                | Òrbita mitjana                                                      | Navegació                                            | En òrbita                                              | Operacional                                                       |
| 17 d'octubre 12:23:00   | Vol número 700 del coet Thor rocket (variant utilitzada com a primera etapa). |                                                        |                                                                     |                                                      |                                                        |                                                                   |
| 20 d'octubre 20:12:25   | Rússia - Soiuz-FG/Fregat | Rússia - Soiuz-FG/Fregat                               | Kazakhstan - Baikonur Site 31/6                                     | Kazakhstan - Baikonur Site 31/6                      | Europa Rússia - Starsem                                | Europa Rússia - Starsem                                           |
| 20 d'octubre 20:12:25   | Estats Units - Globalstar 66 | Globalstar                                             | Òrbita baixa                                                        | Comunicacions                                        | En òrbita                                              | Operacional                                                       |
| 20 d'octubre 20:12:25   | Estats Units - Globalstar 67 | Globalstar                                             | Òrbita baixa                                                        | Comunicacions                                        | En òrbita                                              | Operacional                                                       |
| 20 d'octubre 20:12:25   | Estats Units - Globalstar 68 | Globalstar                                             | Òrbita baixa                                                        | Comunicacions                                        | En òrbita                                              | Operacional                                                       |
| 20 d'octubre 20:12:25   | Estats Units - Globalstar 70 | Globalstar                                             | Òrbita baixa                                                        | Comunicacions                                        | En òrbita                                              | Operacional                                                       |
| 23 d'octubre 04:39      | Rússia - Molniya-M/2BL | Rússia - Molniya-M/2BL                                 | Rússia - Plesetsk                                                   | Rússia - Plesetsk                                    | Rússia - VKS                                           | Rússia - VKS                                                      |
| 23 d'octubre 04:39      | Rússia - Kosmos 2430 (Oko) | VKS                                                    | Molniya                                                             | Sistema d'alertes                                    | En òrbita                                              | Operacional                                                       |
| 23 d'octubre 15:38:19   | Estats UnitsTransbordador espacial Discovery | Estats UnitsTransbordador espacial Discovery           | Estats Units - Kennedy Space Center LC-39A                          | Estats Units - Kennedy Space Center LC-39A           | Estats Units - United Space Alliance                   | Estats Units - United Space Alliance                              |
| 23 d'octubre 15:38:19   | Estats Units - STS-120 | NASA                                                   | Òrbita baixa (ISS)                                                  | Acoblament de la ISS                                 | 7 de novembre 18:01                                    | Reeixit                                                           |
| 23 d'octubre 15:38:19   | Nacions Unides - Harmony (Node 2) | NASA                                                   | Òrbita baixa (ISS)                                                  | Component de la ISS (Estació espacial internacional) | En òrbita                                              | Operacional                                                       |
| 23 d'octubre 15:38:19   | Vol espacial orbital tripulat amb 7 astronautes, intercanvi de tripulació |                                                        |                                                                     |                                                      |                                                        |                                                                   |
| 24 d'octubre 10:05      | Xina - Llarga Marxa 3A | Xina - Llarga Marxa 3A                                 | Xina - Xichang LA-3                                                 | Xina - Xichang LA-3                                  | Xina - CNSA                                            | Xina - CNSA                                                       |
| 24 d'octubre 10:05      | Xina - Chang'e 1 | CNSA                                                   | Selenocèntrica                                                      | Orbitador lunar                                      | 1 de març 2009 08:13                                   | Reeixit                                                           |
| 24 d'octubre 10:05      | Primera sonda lunar xinesa |                                                        |                                                                     |                                                      |                                                        |                                                                   |
| 26 d'octubre 07:35:24   | Rússia - Proton-K/DM-2 | Rússia - Proton-K/DM-2                                 | Kazakhstan - Baikonur Site 81/24                                    | Kazakhstan - Baikonur Site 81/24                     | Rússia - VKS                                           | Rússia - VKS                                                      |
| 26 d'octubre 07:35:24   | Rússia - Kosmos 2431 (GLONASS-M) | VKS                                                    | Òrbita mitjana                                                      | Navegació                                            | En òrbita                                              | Operacional                                                       |
| 26 d'octubre 07:35:24   | Rússia - Kosmos 2432 (GLONASS-M) | VKS                                                    | Òrbita mitjana                                                      | Navegació                                            | En òrbita                                              | Operacional                                                       |
| 26 d'octubre 07:35:24   | Rússia - Kosmos 2433 (GLONASS-M) | VKS                                                    | Òrbita mitjana                                                      | Navegació                                            | En òrbita                                              | Operacional                                                       |
| 29 d'octubre            | Rússia - RS-18 UR-100N | Rússia - RS-18 UR-100N                                 | Kazakhstan - Baikonur                                               | Kazakhstan - Baikonur                                | Rússia - RVSN                                          | Rússia - RVSN                                                     |
| 29 d'octubre            | | RVSN                                                   | Suborbital                                                          | Prova de míssils                                     | 29 d'octubre                                           | Reeixit                                                           |
| 30 d'octubre 04:12:52   | Canadà - Black Brant IX | Canadà - Black Brant IX                                | Estats Units - Wallops Flight Facility Pad 1                        | Estats Units - Wallops Flight Facility Pad 1         | Estats Units - NASA                                    | Estats Units - NASA                                               |
| 30 d'octubre 04:12:52   | Estats Units - EARLE | NASA/Texas                                             | Suborbital                                                          | Ionosfèric                                           | 30 d'octubre 04:26:17                                  | Reeixit                                                           |
| Novembre                | |                                                        |                                                                     |                                                      |                                                        |                                                                   |
| 1 de novembre 00:51:44  | Rússia - Kosmos-3M | Rússia - Kosmos-3M                                     | Rússia - Plesetsk Site 132/1                                        | Rússia - Plesetsk Site 132/1                         | Rússia - COSMOS International                          | Rússia - COSMOS International                                     |
| 1 de novembre 00:51:44  | Alemanya - SAR-Lupe 3 | Bundeswehr                                             | Òrbita baixa (polar)                                                | Reconeixement de radar                               | En òrbita                                              | Operacional                                                       |
| 1 de novembre 00:51:44  | Alemanya - Rubin-7 | OHB System                                             | Òrbita baixa (polar)                                                | Tecnologia                                           | En òrbita                                              | Operacional                                                       |
| 6 de novembre 18:00     | Canadà - Black Brant IX | Canadà - Black Brant IX                                | Estats Units - White Sands LC-36                                    | Estats Units - White Sands LC-36                     | Estats Units - NASA                                    | Estats Units - NASA                                               |
| 6 de novembre 18:00     | Estats Units - EUNIS | NASA                                                   | Suborbital                                                          | Solar                                                | 6 de novembre                                          | Reeixit                                                           |
| 11 de novembre 01:50    | Estats Units - Delta IV-H 9250H | Estats Units - Delta IV-H 9250H                        | Estats Units - Cape Canaveral SLC-37B                               | Estats Units - Cape Canaveral SLC-37B                | Estats Units - United Launch Alliance                  | Estats Units - United Launch Alliance                             |
| 11 de novembre 01:50    | Estats Units - USA-197 (DSP-23) | DoD                                                    | Geosíncrona                                                         | Defensa de míssils                                   | En òrbita                                              | Error del vehicle                                                 |
| 11 de novembre 01:50    | Satèl·lit final DSP No van haver més transmissions des del setembre del 2008 |                                                        |                                                                     |                                                      |                                                        |                                                                   |
| 11 de novembre 22:48    | Xina - Llarga Marxa 4C (4B-II) | Xina - Llarga Marxa 4C (4B-II)                         | Xina - Taiyuan LC-1                                                 | Xina - Taiyuan LC-1                                  | Xina - CNSA                                            | Xina - CNSA                                                       |
| 11 de novembre 22:48    | Xina - Yaogan 3 | CNSA                                                   | Heliosíncrona                                                       | Teledetecció                                         | En òrbita                                              | Operacional                                                       |
| 11 de novembre 22:48    | Primer llançament del Llarga Marxa 4C després de la reclassificació |                                                        |                                                                     |                                                      |                                                        |                                                                   |
| 14 de novembre 22:06    | Europa - Ariane 5ECA | Europa - Ariane 5ECA                                   | França - Kourou ELA-3                                               | França - Kourou ELA-3                                | Europa - Arianespace                                   | Europa - Arianespace                                              |
| 14 de novembre 22:06    | Regne Unit - Skynet 5B | Paradigm/MoD                                           | Geosíncrona                                                         | Comunicacions                                        | En òrbita                                              | Operacional                                                       |
| 14 de novembre 22:06    | Brasil - Star One C1 | Star One                                               | Geosíncrona                                                         | Comunicacions                                        | En òrbita                                              | Operacional                                                       |
| 14 de novembre 22:06    | Massa rècord en GTO – 9535 kg |                                                        |                                                                     |                                                      |                                                        |                                                                   |
| 17 de novembre 22:39:47 | Rússia - Proton-M/Briz-M | Rússia - Proton-M/Briz-M                               | Kazakhstan - Baikonur Site 200/39                                   | Kazakhstan - Baikonur Site 200/39                    | Rússia Estats Units - International Launch Services    | Rússia Estats Units - International Launch Services               |
| 17 de novembre 22:39:47 | Suècia - Sirius 4 | SES Sirius                                             | Geoestacionària                                                     | Comunicacions                                        | En òrbita                                              | Operacional                                                       |
| Desembre                | |                                                        |                                                                     |                                                      |                                                        |                                                                   |
| 8 de desembre           | Rússia - RT-2UTTH Topol-M | Rússia - RT-2UTTH Topol-M                              | Rússia - Kapustin Iar                                               | Rússia - Kapustin Iar                                | Rússia - RVSN                                          | Rússia - RVSN                                                     |
| 8 de desembre           | | RVSN                                                   | Suborbital                                                          | Prova de míssils                                     | 8 de desembre                                          | Reeixit                                                           |
| 9 de desembre 00:16     | Rússia - Proton-M/Briz-M | Rússia - Proton-M/Briz-M                               | Kazakhstan - Baikonur Site 81/24                                    | Kazakhstan - Baikonur Site 81/24                     | Rússia - VKS                                           | Rússia - VKS                                                      |
| 9 de desembre 00:16     | Rússia - Globus-1M #11L (Raduga-1M 1) | VKS                                                    | Geosíncrona                                                         | Comunicacions                                        | En òrbita                                              | Operacional                                                       |
| 9 de desembre 02:31:42  | Estats Units - Delta II 7420-10 | Estats Units - Delta II 7420-10                        | Estats Units - Vandenberg SLC-2W                                    | Estats Units - Vandenberg SLC-2W                     | Estats Units - United Launch Alliance                  | Estats Units - United Launch Alliance                             |
| 9 de desembre 02:31:42  | Itàlia - COSMO-2 | ASI                                                    | Heliosíncrona                                                       | Reconeixement                                        | En òrbita                                              | Operacional                                                       |
| 10 de desembre 09:00:00 | Canadà - Black Brant XII | Canadà - Black Brant XII                               | Noruega - Andøya                                                    | Noruega - Andøya                                     | Estats Units - NASA                                    | Estats Units - NASA                                               |
| 10 de desembre 09:00:00 | Estats Units - TRICE-High | NASA/UoI                                               | Suborbital                                                          | Electrodinàmica                                      | 10 de desembre                                         | Reeixit                                                           |
| 10 de desembre 09:02:00 | Canadà - Black Brant XII | Canadà - Black Brant XII                               | Noruega - Andøya                                                    | Noruega - Andøya                                     | Estats Units - NASA                                    | Estats Units - NASA                                               |
| 10 de desembre 09:02:00 | Estats Units - TRICE-Low | NASA/UoI                                               | Suborbital                                                          | Electrodinàmica                                      | 10 de desembre                                         | Reeixit                                                           |
| 10 de desembre 22:05    | Estats Units - Atlas V 401 | Estats Units - Atlas V 401                             | Estats Units - Cape Canaveral SLC-41                                | Estats Units - Cape Canaveral SLC-41                 | Estats Units - United Launch Alliance                  | Estats Units - United Launch Alliance                             |
| 10 de desembre 22:05    | Estats Units - USA-198 (SDS-3-5) | NRO                                                    | Molniya                                                             | Comunicacions                                        | En òrbita                                              | Operacional                                                       |
| 10 de desembre 22:05    | Llançament del NRO núm. 24 |                                                        |                                                                     |                                                      |                                                        |                                                                   |
| 14 de desembre 13:17:34 | Rússia - Soiuz-FG/Fregat | Rússia - Soiuz-FG/Fregat                               | Kazakhstan - Baikonur Site 31/6                                     | Kazakhstan - Baikonur Site 31/6                      | Europa Rússia - Starsem                                | Europa Rússia - Starsem                                           |
| 14 de desembre 13:17:34 | Canadà - RADARSAT 2 | MDA Corporation                                        | Heliosíncrona                                                       | Radar Imatgeria                                      | En òrbita                                              | Operacional                                                       |
| 17 de desembre 22:05    | Estats Units - Castor 4B | Estats Units - Castor 4B                               | Estats Units - Kauai                                                | Estats Units - Kauai                                 | Estats Units - Marina dels Estats Units d'Amèrica      | Estats Units - Marina dels Estats Units d'Amèrica                 |
| 17 de desembre 22:05    | Estats Units - Mock warhead | Marina dels Estats Units d'Amèrica                     | Suborbital                                                          | Objectiu                                             | 17 de desembre                                         | Reeixit                                                           |
| 17 de desembre 22:05    | Interceptat pel SM-3 |                                                        |                                                                     |                                                      |                                                        |                                                                   |
| 17 de desembre 22:08    | Estats Units - RIM-161 Standard Missile 3 | Estats Units - RIM-161 Standard Missile 3              | Japó - JDS Kongo                                                    | Japó - JDS Kongo                                     | Japó - JMSDF                                           | Japó - JMSDF                                                      |
| 17 de desembre 22:08    | | JMSDF                                                  | Suborbital                                                          | Prova ABM                                            | 17 de desembre                                         | Reeixit                                                           |
| 17 de desembre 22:08    | Interceptat pel Castor 4B, primera prova japonesa d'ABM (utilitzant tecnologia americana) |                                                        |                                                                     |                                                      |                                                        |                                                                   |
| 17 de desembre          | Rússia - R-29RM Sineva (RSM-54) | Rússia - R-29RM Sineva (RSM-54)                        | Rússia - Mar de Barentsz, K-114                                     | Rússia - Mar de Barentsz, K-114                      | Rússia - VMF                                           | Rússia - VMF                                                      |
| 17 de desembre          | Rússia - Vehicles de reentrada | VMF                                                    | Suborbital                                                          | Prova de míssils                                     | 17 de desembre                                         | Reeixit                                                           |
| 17 de desembre          | Diversos vehicles de reentrada, van impactar al Kura Test Range |                                                        |                                                                     |                                                      |                                                        |                                                                   |
| 17 de desembre          | Brasil - VS-30 | Brasil - VS-30                                         | Brasil - Barreira do Inferno                                        | Brasil - Barreira do Inferno                         | Brasil - AEB                                           | Brasil - AEB                                                      |
| 17 de desembre          | Brasil Argentina - Angicos | AEB/CONAE                                              | Suborbital                                                          | Microgravetat                                        | 17 de desembre                                         | Reeixit                                                           |
| 20 de desembre 20:04:00 | Estats Units - Delta II 7925-9.5 | Estats Units - Delta II 7925-9.5                       | Estats Units - Cape Canaveral SLC-17A                               | Estats Units - Cape Canaveral SLC-17A                | Estats Units - United Launch Alliance                  | Estats Units - United Launch Alliance                             |
| 20 de desembre 20:04:00 | Estats Units - USA-199 (GPS 2R-18/M5) | Força Aèria dels Estats Units d'Amèrica                | Òrbita mitjana                                                      | Navegació                                            | En òrbita                                              | Operacional                                                       |
| 21 de desembre 21:41:55 | Europa - Ariane 5GS | Europa - Ariane 5GS                                    | França - Kourou ELA-3                                               | França - Kourou ELA-3                                | Europa - Arianespace                                   | Europa - Arianespace                                              |
| 21 de desembre 21:41:55 | Estats Units Japó - Horizons-2 | Intelsat/JSAT                                          | Geosíncrona                                                         | Comunicacions                                        | En òrbita                                              | Operacional                                                       |
| 21 de desembre 21:41:55 | Maurici - Rascom-QAF 1 | RascomSTAR-QAF                                         | Geosíncrona                                                         | Comunicacions                                        | En òrbita                                              | Error parcial del vehicle Operacional                             |
| 21 de desembre 21:41:55 | Una fuita d'heli va afectar les primeres operacions del Rascom-QAF 1, va reduir la seva vida operacional en 13 anys. |                                                        |                                                                     |                                                      |                                                        |                                                                   |
| 23 de desembre 07:12:41 | Rússia - Soiuz-U | Rússia - Soiuz-U                                       | Kazakhstan - Baikonur Site 1/5                                      | Kazakhstan - Baikonur Site 1/5                       | Rússia - Roskosmos                                     | Rússia - Roskosmos                                                |
| 23 de desembre 07:12:41 | Rússia - Progress M-62 | Roskosmos                                              | Òrbita baixa (ISS)                                                  | Logística                                            | 15 de febrer 2008 10:29                                | Reeixit                                                           |
| 23 de desembre 07:12:41 | Vol de la ISS 27P |                                                        |                                                                     |                                                      |                                                        |                                                                   |
| 25 de desembre 10:00    | Rússia - R-29RM Sineva (RSM-54) | Rússia - R-29RM Sineva (RSM-54)                        | Rússia - Mar de Barentsz, K-114                                     | Rússia - Mar de Barentsz, K-114                      | Rússia - VMF                                           | Rússia - VMF                                                      |
| 25 de desembre 10:00    | Rússia - Vehicles de reentrada | VMF                                                    | Suborbital                                                          | Prova de míssils                                     | 25 de desembre                                         | Reeixit                                                           |
| 25 de desembre 10:00    | Diversos vehicles de reentrada, van impactar al Kura Test Range |                                                        |                                                                     |                                                      |                                                        |                                                                   |
| 25 de desembre 13:10    | Rússia - RS-24 | Rússia - RS-24                                         | Rússia - Plesetsk                                                   | Rússia - Plesetsk                                    | Rússia - RVSN                                          | Rússia - RVSN                                                     |
| 25 de desembre 13:10    | Rússia - Vehicles de reentrada | RVSN                                                   | Suborbital                                                          | Prova de míssils                                     | 25 de desembre                                         | Reeixit                                                           |
| 25 de desembre 13:10    | Diversos vehicles de reentrada |                                                        |                                                                     |                                                      |                                                        |                                                                   |
| 25 de desembre 19:32    | Rússia - Proton-M/DM-2 | Rússia - Proton-M/DM-2                                 | Kazakhstan - Baikonur Site 81/24                                    | Kazakhstan - Baikonur Site 81/24                     | Rússia - VKS                                           | Rússia - VKS                                                      |
| 25 de desembre 19:32    | Rússia - Kosmos 2434 (GLONASS-M) | VKS                                                    | Òrbita mitjana                                                      | Navegació                                            | En òrbita                                              | Operacional                                                       |
| 25 de desembre 19:32    | Rússia - Kosmos 2435 (GLONASS-M) | VKS                                                    | Òrbita mitjana                                                      | Navegació                                            | En òrbita                                              | Operacional                                                       |
| 25 de desembre 19:32    | Rússia - Kosmos 2436 (GLONASS-M) | VKS                                                    | Òrbita mitjana                                                      | Navegació                                            | En òrbita                                              | Operacional                                                       |
| 25 de desembre 19:32    | Vol inaugural del Proton-M/DM-2 |                                                        |                                                                     |                                                      |                                                        |                                                                   |

## Encontres espacials
| Data (GMT)     | Nau espacial        | Esdeveniment                      | Comentaris                                                        |
| -------------- | ------------------- | --------------------------------- | ----------------------------------------------------------------- |
| 13 de gener    | Cassini             | 23è sobrevol de Tità              | Apropament màxim: 950 km                                          |
| 29 de gener    | Cassini             | 24è sobrevol de Tità              | Apropament màxim: 2775 km                                         |
| 22 de febrer   | Cassini             | 25è sobrevol de Tità              | Apropament màxim: 953 km                                          |
| 25 de febrer   | Rosetta             | Sobrevol de Mart                  | Assistència gravitacional                                         |
| 28 de febrer   | New Horizons        | Sobrevol de Júpiter               | Assistència gravitacional                                         |
| 10 de març     | Cassini             | 26è sobrevol de Tità              | Apropament màxim: 956 km                                          |
| 26 de març     | Cassini             | 27è sobrevol de Tità              | Apropament màxim: 953 km                                          |
| 10 d'abril     | Cassini             | 28è sobrevol de Tità              | Apropament màxim: 951 km                                          |
| 26 d'abril     | Cassini             | 29è sobrevol de Tità              | Apropament màxim: 951 km                                          |
| 12 de maig     | Cassini             | 30è sobrevol de Tità              | Apropament màxim: 950 km                                          |
| 28 de maig     | Cassini             | 31è sobrevol de Tità              | Apropament màxim: 2425 km                                         |
| 5 de juny      | MESSENGER           | 2n sobrevol de Venus              | Assistència gravitacional; Apropament màxim: 338 km               |
| 13 de juny     | Cassini             | 32è sobrevol de Tità              | Apropament màxim: 950 km                                          |
| 29 de juny     | Cassini             | 33è sobrevol de Tità              | Apropament màxim: 1942 km                                         |
| 19 de juliol   | Cassini             | 34è sobrevol de Tità              | Apropament màxim: 1302 km                                         |
| 30 d'agost     | Cassini             | Sobrevol de Rea                   | Apropament màxim: 5100 km                                         |
| 31 d'agost     | Cassini             | 35è sobrevol de Tità              | Apropament màxim: 3227 km                                         |
| 10 de setembre | Cassini             | Sobrevol de Jàpet                 | Apropament màxim: 1000 km                                         |
| 2 d'octubre    | Cassini             | 36è sobrevol de Tità              | Apropament màxim: 950 km                                          |
| 3 d'octubre    | Kaguya              | Inserció en òrbita selenocèntrica |                                                                   |
| 5 de novembre  | Chang'e 1           | Inserció en òrbita selenocèntrica |                                                                   |
| 13 de novembre | Rosetta             | 2n sobrevol de la Terra           | Confós amb un asteroide, tenint en compte la designació 2007 VN84 |
| 19 de novembre | Cassini             | 37è sobrevol de Tità              | Apropament màxim: 950 km                                          |
| 5 de desembre  | Cassini             | 38è sobrevol de Tità              | Apropament màxim: 1300 km                                         |
| 20 de desembre | Cassini             | 39è sobrevol de Tità              | Apropament màxim: 953 km                                          |
| 31 de desembre | Deep Impact (EPOXI) | Sobrevol de la Terra              | Apropament màxim: 15566 km                                        |

Els sobrevols distant i involuntaris de Dione, Encèlad, Mimes, Tetis i Tità per la Cassini van tenir lloc al llarg de l'any.

## EVAs
| Inici Data/Hora      | Duració           | Hora Fi          | Nau espacial            | Tripulació                                                              | Funció | Comentaris |
| -------------------- | ----------------- | ---------------- | ----------------------- | ----------------------------------------------------------------------- | --- | --- |
| 31 de gener 15:14    | 7 hores 55 minuts | 23:09            | Expedition 14 ISS Quest | Estats Units - Michael Lopez-Alegria · Estats Units - Sunita Williams   | Es va reconfigurar el sistema de refrigeració del Destiny, es va connectar el SSPTS, es va assegurar el radiador d'estribord del P6, es va desconnectar l'EAS. | |
| 4 de febrer 13:38    | 7 hores 11 minuts | 20:49            | Expedition 14 ISS Quest | Estats Units - Michael Lopez-Alegria · Estats Units - Sunita Williams   | Es va completar la reconfiguració el sistema de refrigeració del Destiny i la desconnexió de l'EAS, es va fotografiar els panells sonars a l'interior del P6, es va continuar la instal·lació del SSPTS. | |
| 8 de febrer 13:26    | 6 hores 40 minuts | 20:06            | Expedition 14 ISS Quest | Estats Units - Michael Lopez-Alegria · Estats Units - Sunita Williams   | Es va treure i llançar les cobertes tèrmiques del P3, es va instal·lar el punt d'enganxament del P3, es va treure els elements de llançament del P5 i es va continuar la instal·lació del SSPTS. | |
| 22 de febrer 10:27   | 6 hores 18 minuts | 16:45            | Expedition 14 ISS Pirs  | Rússia - Mikhaïl Tiurin · Estats Units - Michael Lopez-Alegria          | Es va treure una antena al port de popa del Zvezda, es va fotografiar l'antena del satèl·lit de navegació, i es va substituir l'experiment de materials rus, inspeccionat i fotografiat una antena per a la ATV, es va fotografiar a un experiment de robòtica alemanya, i inspeccionats, com també es va fotografiats els reblons i connectors de maquinari. | |
| 30 de maig 19:05     | 5 hores 25 minuts | 31 de maig 00:30 | Expedition 15 ISS Pirs  | Rússia - Fiódor Iurtxikhin · Rússia - Oleg Kótov                        | Es va instal·lar els panells del Service Module Debris Protection (SMDP) i es va redirigir el cable de l'antena del Global Positioning System | |
| 6 de juny 14:23      | 5 hores 37 minuts | 20:00            | Expedition 15 ISS Pirs  | Rússia - Fiódor Iurtxikhin · Rússia - Oleg Kótov                        | Es va instal·lar una secció del cable d'ethernet en el mòdul Zarià, es va instal·lar els panells addicionals del Service Module Debris Protection (SMDP) en el Zvezda, i es va desplegar un experiment científic rus. | |
| 11 de juny 20:02     | 6 hores 15 minuts | 12 de juny 02:17 | STS-117 ISS Quest       | Estats Units - James F. Reilly · Estats Units - John D. Olivas          | Es va començar la instal·lació del S3/S4 Truss. | |
| 13 de juny 18:28     | 7 hores 16 minuts | 14 de juny 01:44 | STS-117 ISS Quest       | Estats Units - Patrick G. Forrester · Estats Units - Steven Swanson     | Es va assistir a una retracció dels panells solars en la carcassa del P6. Es va completar la instal·lació de la carcassa del S3/S4. Error parcial a causa que els cables dels circuits de control del motor del SARJ en el S3/S4 estaven al revés, com també es van treure elements de llançament per evitar la possibilitat de rotació no desitjada. | |
| 15 de juny 17:24     | 7 hores 58 minuts | 16 de juny 01:22 | STS-117 ISS Quest       | Estats Units - James F. Reilly · Estats Units - John D. Olivas          | Es va reparar la coberta termal del Orbital Maneuvering System (OMS), es va finalitzar la retracció dels panells solars del P6, i es va instal·lar una vàlvula de ventilació d'hidrogen en el Destiny. | |
| 17 de juny 16:25     | 6 hores 29 minuts | 22:54            | STS-117 ISS Quest       | Estats Units - Patrick G. Forrester · Estats Units - Steven Swanson     | Es va moure la càmera de televisió i la seva estructura de suport del ESP enganxat al Quest, i es va instal·lar en la carcassa del S3, es va comprovar la configuració del Drive Lock Assembly (DLA) 2 i es va treure l'últim dels sis elements de llançament del SARJ. Es va instal·lar un cable de xarxa d'ordinador en el Unity, es va obrir la vàlvula de ventilació d'hidrogen sobre el Destiny, i es va col·locar els dos panells de blindatge contra deixalles orbitals en el Zvezda. | |
| 23 de juliol 10:25   | 7 hores 41 minuts | 18:06            | Expedition 15 ISS Quest | Estats Units - Clayton Anderson · Rússia - Fiódor Iurtxikhin            | Es van substituir els components pel sistema d'alimentació rendundant del Mobile Transporter, es va eliminar un tanc d'amoníac i l'equip de suport de vol, i netejar el Common Berthing Mechanism (CBM)al port nadir del Unity. | |
| 11 d'agost 16:28     | 6 hores 17 minuts | 23:45            | STS-118 ISS Quest       | Estats Units - Richard Mastracchio · Canadà - Dafydd Williams           | S'adjunta el segment del Starboard 5 (S5) de l'armadura de l'estació, i es va retractar del seu avanç a la calor del radiador de rebuig en la carcassa del Port 6 (P6) de l'estació. | |
| 13 d'agost 15:32     | 6 hores 28 minuts | 22:00            | STS-118 ISS Quest       | Estats Units - Richard Mastracchio · Canadà - Dafydd Williams           | Es va eliminar el nou Control Moment Gyroscope (CMG) de la badia de càrrega útil del transbordador i instal·lar a l'armadura del Z1. Es va instal·lar el CMG fracassat en el External Stowage Platform (ESP-2). | |
| 15 d'agost 14:38     | 5 hores 28 minuts | 20:05            | STS-118 ISS Quest       | Estats Units - Richard Mastracchio · Estats Units - Clayton Anderson    | Reubicació de dos carros al voltant del CETA Mobile Transporter i una base de l'antena de l'armadura P6 al P1, i instal·lar un nou transponedor i processador de senyal per a una actualització de banda S de comunicacions. | Mastracchio va observar un forat en el polze del seu guant esquerre i va tornar a l'escotilla d'aire com a mesura de precaució. |
| 18 d'agost 14:17     | 5 hores 2 minuts  | 19:02            | STS-118 ISS Quest       | Canadà - Dafydd Williams · Estats Units - Clayton Anderson              | Es van moure els contenidor Materials Estació Espacial Internacional Experiment (MISSE) 3 i 4, es va instal·lar el peu de l'Orbiter Boom Sensor System (OBSS), es va instal·lar una antena del External Wireless Instrumentation System (EWIS), i es van assegurar els panys del Z1. | |
| 26 d'octubre 10:02   | 6 hores 14 minuts | 16:16            | STS-120 ISS Quest       | Estats Units - Scott E. Parazynski · Estats Units - Douglas H. Wheelock | Es va instal·lar el nou mòdul Harmony en la seva ubicació temporal, es va moure l'antena de ràdio del Support Assembly, i es va preparar per la reubicació de la carcassa del P6 desconnectant les línies de fluids en els segments del P6/Z1. | |
| 28 d'octubre 09:32   | 6 hores 33 minuts | 16:05            | STS-120 ISS Quest       | Estats Units - Scott E. Parazysnki · Estats Units - Daniel M. Tani      | Es va desconnectar els enllaços Z1-al-P6, desenganxat del P6 des del Z1, es configura el radiador del S1, es van instal·lar el passamans del Harmony, i es van inspeccionar l'estribord del S4 i el Solar Alpha Rotary Joint (SARJ). | |
| 30 d'octubre 08:45   | 7 hores 8 minuts  | 15:53            | STS-120 ISS Quest       | Estats Units - Scott E. Parazysnki · Estats Units - Douglas H. Wheelock | Es va enganxar del P6 al P5, es van enllaçar les connexions del P6/P5, es va reconfiguració del S1 després de la seva redistribució, i es va inspeccionar el port SARJ. | |
| 3 de novembre 10:03  | 7 hores 19 minuts | 17:22            | STS-120 ISS Quest       | Estats Units - Scott E. Parazysnki · Estats Units - Douglas H. Wheelock | Inspecció i reparació dels panells solars del P6. | |
| 9 de novembre 09:54  | 6 hores 55 minuts | 16:49            | Expedition 16 ISS Quest | Estats Units - Peggy Whitson · Rússia - Iuri Malentxenko                | Desconnectat i emmagatzematge dels cables del Station-to-Shuttle Power Transfer System, gurdats els enllaços del PMA-2, i estibats els enllaços aviònics del node Harmony en la posició temporal. | |
| 20 de novembre 10:10 | 7 hores 16 minuts | 17:26            | Expedition 16 ISS Quest | Estats Units - Peggy Whitson · Estats Units - Daniel M. Tani            | Configuració externa de les línies aviòniques i les línies de dades/elèctriques i de fluids del PMA-2 i el Harmony. | |
| 24 de novembre 09:50 | 7 hores 4 minuts  | 16:54            | Expedition 16 ISS Quest | Estats Units - Peggy Whitson · Estats Units - Daniel M. Tani            | Finalització de les línies de dades/elèctrics i de fluids en el PMA-2 i el Harmony. El Loop B Fluid Tray connectat amb el costat de babord del laboratori del Destiny. Inspeccionat i fotografiat l'estribord del Solar Alpha Rotary Joint (SARJ) per ajudar en la solució de problemes a terra. | |
| 18 de desembre 09:50 | 6 hores 56 minuts | 16:46            | Expedition 16 ISS Quest | Estats Units - Peggy Whitson · Estats Units - Daniel M. Tani            | Es va inspeccionar a l'estribord del S4 el Solar Alpha Rotary Joint (SARJ), i el Beta Gimbal Assembly (BGA). | EVA número 100 en suport de l'ISS. Whitson became the female astronaut with the most EVAs and the most time spent in EVA.       |

## Resum de llançaments orbitals

### Per país
| País                           | Llançaments | Reeixits | Errors | Errors parcials | Comentaris |
| ------------------------------ | ----------- | -------- | ------ | --------------- | ---------- |
| Europa - Europa                | 6           | 6        | 0      | 0               |            |
| Índia                          | 3           | 2        | 0      | 1               |            |
| Nacions Unides - Internacional | 1           | 0        | 1      | 0               | Sea Launch |
| Israel                         | 1           | 1        | 0      | 0               |            |
| Japó                           | 2           | 2        | 0      | 0               |            |
| República Popular de la Xina   | 10          | 10       | 0      | 0               |            |
| Rússia/ CEI - CIS              | 26          | 25       | 1      | 0               |            |
| Estats Units                   | 19          | 17       | 1      | 1               |            |

### Per coet

#### Per família
| Família                | País                         | Llançaments | Reeixits | Errors | Errors parcials | Comentaris |
| ---------------------- | ---------------------------- | ----------- | -------- | ------ | --------------- | ---------- |
| Ariane                 | Europa                       | 6           | 6        | 0      | 0               |            |
| Atlas                  | Estats Units                 | 4           | 3        | 0      | 1               |            |
| Delta                  | Estats Units                 | 9           | 9        | 0      | 0               |            |
| Energia                | Ucraïna                      | 2           | 1        | 1      | 0               |            |
| Falcon                 | Estats Units                 | 1           | 0        | 1      | 0               |            |
| H-II                   | Japó                         | 2           | 2        | 0      | 0               |            |
| Llarga Marxa           | República Popular de la Xina | 10          | 10       | 0      | 0               |            |
| Jericho                | França · Israel              | 1           | 1        | 0      | 0               |            |
| Minotaur               | Estats Units                 | 1           | 1        | 0      | 0               |            |
| Pegasus                | Estats Units                 | 1           | 1        | 0      | 0               |            |
| R-7                    | Rússia                       | 12          | 12       | 0      | 0               |            |
| R-14                   | Rússia                       | 3           | 3        | 0      | 0               |            |
| R-36                   | Ucraïna                      | 3           | 3        | 0      | 0               |            |
| SLV                    | Índia                        | 3           | 2        | 0      | 1               |            |
| Transbordador espacial | Estats Units                 | 4           | 4        | 0      | 0               |            |
| Universal Rocket       | Rússia                       | 7           | 6        | 1      | 0               |            |

#### Per tipus
| Coet                   | País                         | Família                | Llançaments | Reeixits | Errors | Errors parcials | Comentaris |
| ---------------------- | ---------------------------- | ---------------------- | ----------- | -------- | ------ | --------------- | ---------- |
| Ariane 5               | Europa                       | Ariane                 | 6           | 6        | 0      | 0               |            |
| Atlas V                | Estats Units                 | Atlas                  | 4           | 3        | 0      | 1               |            |
| Delta II               | Estats Units                 | Delta                  | 8           | 8        | 0      | 0               |            |
| Delta IV               | Estats Units                 | Delta                  | 1           | 1        | 0      | 0               |            |
| Dnepr                  | Ucraïna                      | R-36                   | 3           | 3        | 0      | 0               |            |
| Falcon 1               | Estats Units                 | Falcon                 | 1           | 0        | 1      | 0               |            |
| GSLV                   | Índia                        | SLV                    | 1           | 0        | 0      | 1               |            |
| H-IIA                  | Japó                         | H-II                   | 2           | 2        | 0      | 0               |            |
| Kosmos                 | Rússia                       | R-12/R-14              | 3           | 3        | 0      | 0               |            |
| Llarga Marxa 2         | República Popular de la Xina | Llarga Marxa           | 2           | 2        | 0      | 0               |            |
| Llarga Marxa 3         | República Popular de la Xina | Llarga Marxa           | 6           | 6        | 0      | 0               |            |
| Llarga Marxa 4         | República Popular de la Xina | Llarga Marxa           | 2           | 2        | 0      | 0               |            |
| Minotaur I             | Estats Units                 | Minotaur               | 1           | 1        | 0      | 0               |            |
| Molniya                | Rússia                       | R-7                    | 1           | 1        | 0      | 0               |            |
| Pegasus                | Estats Units                 | Pegasus                | 1           | 1        | 0      | 0               |            |
| Proton                 | Rússia                       | Universal Rocket       | 7           | 6        | 1      | 0               |            |
| PSLV                   | Índia                        | SLV                    | 2           | 2        | 0      | 0               |            |
| Shavit                 | Israel                       | Jericho                | 1           | 1        | 0      | 0               |            |
| Soiuz                  | Rússia                       | R-7                    | 11          | 11       | 0      | 0               |            |
| Transbordador espacial | Estats Units                 | Transbordador espacial | 3           | 3        | 0      | 0               |            |
| Zenit                  | Ucraïna                      | Energia                | 2           | 1        | 1      | 0               |            |

#### Per configuració
| Coet                   | País                         | Tipus                  | Llançaments | Reeixits | Errors | Errors parcials | Comentaris         |
| ---------------------- | ---------------------------- | ---------------------- | ----------- | -------- | ------ | --------------- | ------------------ |
| Ariane 5ECA            | Europe                       | Ariane 5               | 4           | 4        | 0      | 0               |                    |
| Ariane 5GS             | Europe                       | Ariane 5               | 2           | 2        | 0      | 0               |                    |
| Atlas V 401            | Estats Units                 | Atlas V                | 3           | 2        | 0      | 1               |                    |
| Atlas V 421            | Estats Units                 | Atlas V                | 1           | 1        | 0      | 0               | Vol inaugural      |
| Delta II 7420          | Estats Units                 | Delta II               | 2           | 2        | 0      | 0               |                    |
| Delta II 7920          | Estats Units                 | Delta II               | 1           | 1        | 0      | 0               |                    |
| Delta II 7925          | Estats Units                 | Delta II               | 4           | 4        | 0      | 0               |                    |
| Delta II 7925H         | Estats Units                 | Delta II               | 1           | 1        | 0      | 0               | Retirat            |
| Delta IV-H             | Estats Units                 | Delta IV               | 1           | 1        | 0      | 0               |                    |
| Dnepr-1                | Ucraïna                      | Dnepr                  | 3           | 3        | 0      | 0               |                    |
| Falcon 1               | Estats Units                 | Falcon 1               | 1           | 0        | 1      | 0               |                    |
| GSLV Mk.I              | Índia                        | GSLV                   | 1           | 0        | 0      | 1               |                    |
| H-IIA 2022             | Japó                         | H-IIA                  | 1           | 1        | 0      | 0               |                    |
| H-IIA 2024             | Japó                         | H-IIA                  | 1           | 1        | 0      | 0               |                    |
| Kosmos-3M              | Rússia                       | Kosmos                 | 3           | 3        | 0      | 0               |                    |
| Llarga Marxa 2C        | República Popular de la Xina | Llarga Marxa 2         | 1           | 1        | 0      | 0               |                    |
| Llarga Marxa 2D        | República Popular de la Xina | Llarga Marxa 2         | 1           | 1        | 0      | 0               |                    |
| Llarga Marxa 3A        | República Popular de la Xina | Llarga Marxa 3         | 4           | 4        | 0      | 0               |                    |
| Llarga Marxa 3B        | República Popular de la Xina | Llarga Marxa 3         | 1           | 1        | 0      | 0               |                    |
| Llarga Marxa 3B/E      | República Popular de la Xina | Llarga Marxa 3         | 1           | 1        | 0      | 0               |                    |
| Llarga Marxa 4B        | República Popular de la Xina | Llarga Marxa 4         | 1           | 1        | 0      | 0               |                    |
| Llarga Marxa 4C        | República Popular de la Xina | Llarga Marxa 4         | 1           | 1        | 0      | 0               | Llarga Marxa 4B-II |
| Minotaur I             | Estats Units                 | Minotaur I             | 1           | 1        | 0      | 0               |                    |
| Molniya-M/2BL          | Rússia                       | Molniya                | 1           | 1        | 0      | 0               |                    |
| Pegasus-XL             | Estats Units                 | Pegasus                | 1           | 1        | 0      | 0               |                    |
| Proton-K/DM-2          | Rússia                       | Proton                 | 1           | 1        | 0      | 0               |                    |
| Proton-M/DM-2          | Rússia                       | Proton                 | 1           | 1        | 0      | 0               | Vol inaugural      |
| Proton-M/Briz-M        | Rússia                       | Proton                 | 5           | 4        | 1      | 0               |                    |
| PSLV-C                 | Índia                        | PSLV                   | 1           | 1        | 0      | 0               |                    |
| PSLV-CA                | Índia                        | PSLV                   | 1           | 1        | 0      | 0               | Vol inaugural      |
| Shavit-2               | Israel                       | Shavit                 | 1           | 1        | 0      | 0               | Vol inaugural      |
| Soiuz-FG               | Rússia                       | Soiuz                  | 2           | 2        | 0      | 0               |                    |
| Soiuz-FG/Fregat        | Rússia                       | Soiuz                  | 3           | 3        | 0      | 0               |                    |
| Soiuz-U                | Rússia                       | Soiuz                  | 6           | 6        | 0      | 0               |                    |
| Transbordador espacial | Estats Units                 | Transbordador espacial | 3           | 3        | 0      | 0               |                    |
| Zenit-2M               | Ucraïna                      | Zenit                  | 1           | 1        | 0      | 0               | Vol inaugural      |
| Zenit-3SL              | Ucraïna                      | Zenit                  | 1           | 0        | 1      | 0               |                    |

### Per zona de llançament
| Lloc            | País                           | Llançaments | Reeixits | Errors | Errors parcials | Comentaris                                |
| --------------- | ------------------------------ | ----------- | -------- | ------ | --------------- | ----------------------------------------- |
| Baikonur        | Kazakhstan                     | 20          | 19       | 1      | 0               |                                           |
| Cape Canaveral  | Estats Units                   | 10          | 9        | 0      | 1               |                                           |
| Dombarovsky     | Rússia                         | 1           | 1        | 0      | 0               |                                           |
| Jiuquan         | República Popular de la Xina   | 1           | 1        | 0      | 0               |                                           |
| Kennedy         | Estats Units                   | 3           | 3        | 0      | 0               |                                           |
| Kwajalein Atoll | Illes Marshall                 | 1           | 0        | 1      | 0               |                                           |
| Kourou          | França                         | 6           | 6        | 0      | 0               |                                           |
| MARS            | Estats Units                   | 1           | 1        | 0      | 0               |                                           |
| Ocean Odyssey   | Nacions Unides - Internacional | 1           | 0        | 1      | 0               | Danyat en l'explosió                      |
| Palmachim       | Israel                         | 1           | 1        | 0      | 0               |                                           |
| Plesetsk        | Rússia                         | 5           | 5        | 0      | 0               |                                           |
| Satish Dhawan   | Índia                          | 3           | 2        | 0      | 1               |                                           |
| Taiyuan         | República Popular de la Xina   | 3           | 3        | 0      | 0               |                                           |
| Tanegashima     | Japó                           | 2           | 2        | 0      | 0               |                                           |
| Vandenberg      | Estats Units                   | 4           | 4        | 0      | 0               | Un llançament utilitzant l'avió Stargazer |
| Xichang         | República Popular de la Xina   | 6           | 6        | 0      | 0               |                                           |

### Per òrbita
| Règim orbital             | Llançaments | Reeixits | Errors | Aconseguits Accidentalment | Comentaris                                             |
| ------------------------- | ----------- | -------- | ------ | -------------------------- | ------------------------------------------------------ |
| Òrbita terrestre baixa    | 37          | 36       | 1      | 0                          | 9 cap a l'ISS                                          |
| Òrbita terrestre mitjana  | 5           | 5        | 0      | 0                          |                                                        |
| Geosíncrona/transferència | 19          | 17       | 2      | 0                          |                                                        |
| Òrbita terrestre alta     | 5           | 5        | 0      | 0                          | Incloent les òrbites de transferències lunars i molnia |
| Òrbita heliocèntrica      | 2           | 2        | 0      | 0                          | Incloent les òrbites planetàries de transferència      |